# Indice de démocratie

Carte de l'indice de démocratie publiée par The Economist Intelligence Unit en 2022 : plus le pays est en vert, plus il est considéré comme démocratique.

 (mars 2025).
- 9,00–10,00
- 8,00–8,99

- 7,00–7,99
- 6,00–6,99

- 5,00–5,99
- 4,00–4,99

- 3,00–3,99
- 2,00–2,99
- 1,00–1,99
- 0,00–0,99

- Non évalué.

L'indice de démocratie (en anglais : Democracy Index) est une évaluation annuelle du niveau de la démocratie des États dans le monde, créée par le groupe de presse britannique The Economist Group. Cette étude publiée pour la première fois en 2006, analyse la situation de 165 pays et deux territoires, dont 166 États souverains et 164 membres de l'Organisation des Nations unies (ONU).
Le calcul est fondé sur 60 critères regroupés en cinq catégories. La notation se fait selon une échelle allant de 0 à 10. À partir de cette note, les pays sont classés selon quatre types de régime politique : démocratie à part entière, démocratie imparfaite, régime hybride et régime autoritaire.
Le plus faible score enregistré est celui de l'Afghanistan en 2023 atteignant 0,26. Le score le plus élevé correspond à celui de la Norvège qui en 2012 était de 9,93. Score que la Norvège a gardé jusqu'en 2016, avant de connaître une légère baisse à 9,87, qui ne l'empêche pas de rester première du classement. L'Afghanistan occupe quant à lui la 167e et dernière place du classement, détrônant ainsi la Corée du Nord qui occupait la dernière place depuis 15 ans.

## Méthodes

Carte en 2024.

The Economist Group a calculé cet indice à partir de 60 critères différents et a réparti les 167 pays étudiés en quatre différents types de régime :
- les démocraties à part entière sont les pays qui ont un indice égal ou supérieur à 8 ;
- les démocraties imparfaites sont les pays qui ont un indice entre 6 et 7,99 ;
- les régimes hybrides sont les pays qui ont un indice entre 4 et 5,99 ;
- les régimes autoritaires sont les pays qui ont un indice inférieur à 4.

L'indice de démocratie est fondé sur 60 critères appartenant à cinq catégories :
- le processus électoral et le pluralisme ;
- les libertés civiles ;
- le fonctionnement du gouvernement ;
- la participation politique ;
- la culture politique.

Elles sont interdépendantes et conçues comme un tout conceptuel cohérent ; les élections libres et justes et la liberté politique sont considérées comme des conditions sine qua non à l'idée de liberté politique. L'indice de démocratie prend également en compte les libertés d'expression, de religion, d'association, et le droit à un procès juste et équitable,.

## Définitions officielles
Les « démocraties à part entière » sont les États où les libertés civiles et fondamentales sont reconnues, respectées et également renforcées par une culture politique correcte permettant la bonne conduite du processus démocratique. Ces États possèdent un système gouvernemental fonctionnel (comme le respect de la séparation des pouvoirs législatifs, exécutifs et judiciaires), un système judiciaire indépendant où les jugements sont appliqués, des gouvernements fonctionnant dans le respect de leur constitution, une diversité et une indépendance des médias assurés et l'organisation régulière d'élections démocratiques et justes. Ces États possèdent uniquement des problèmes mineurs dans le fonctionnement de leur démocratie.
Les « démocraties imparfaites » sont les États où les élections sont transparentes et libres et les libertés fondamentales sont reconnues mais des violations de ces dernières peuvent être constatées (par exemple : des atteintes à la liberté de la presse ou des restrictions à l'opposition politique et aux critiques). Ces États possèdent également des défauts significatifs dans d'autres aspects démocratiques, comme une culture politique insuffisante, un faible niveau de participation politique et/ou des problèmes dans le fonctionnement de leur gouvernement.
Les « régimes hybrides » sont les États où les élections comportent régulièrement des fraudes électorales, les empêchant d'être des démocraties imparfaites. La majorité des gouvernements de ces États appliquent des pressions sur l'opposition et les médias, possèdent une justice n'étant pas indépendante et favorisant le parti politique au pouvoir, font face à une corruption généralisée ou répandue, possèdent un État de droit anémique et des défauts plus prononcés que les démocraties imparfaites en ce qui concerne une culture politique insuffisante, un faible niveau de participation politique et/ou des problèmes dans le fonctionnement de leur gouvernement.
Les « régimes autoritaires » sont les États où le pluralisme politique est sévèrement limité voire inexistant. Ces États sont souvent des monarchies absolues ou des dictatures, peuvent posséder certaines institutions démocratiques conventionnelles mais ayant une maigre importance, les violations des libertés fondamentales sont récurrentes, les élections (si elles se tiennent) ne sont pas transparentes et/ou libres, les médias sont souvent possédés par l'État ou contrôlés par des groupes associés au régime en place, le système judiciaire n'est pas indépendant et la censure et la répression de l'opposition est courante.

## Évolution
La première édition de l'étude est publiée le 15 novembre 2006. Jusqu'en 2010, le rapport sera publié tous les deux ans, et à partir de 2011 il sera publié chaque année. Le pays le plus démocratique était la Suède avec un score de 9,88 et le pays le moins démocratique était la Corée du Nord à 1,03. En 2006, 28 pays (13 % de la population mondiale) sont classés comme des démocraties à part entière, 54 pays (38,3 %) des démocraties imparfaites, 30 pays (10,5 %) des régimes hybrides et 55 pays (38,2 %) sont classés comme des régimes autoritaires. La région Amérique du Nord avait un score de 8,64, la région Europe occidentale un score de 8,60, la région Europe orientale était à 5,76, la région Amérique latine et Caraïbes un score de 6,37, l'Asie et Océanie un score de 5,44, la région du Moyen-Orient et d'Afrique du Nord était à 3,53 et l'Afrique subsaharienne un score de 4,24.
Le rapport de 2008, publié le 21 octobre 2008, fait déjà état d'une détérioration chez certains. Le Bangladesh, Hong Kong et la Palestine passent du statut d'une démocratie imparfaite à celui d'un régime hybride. Certains pays cependant s'améliorent par rapport à la précédente édition. La Corée du Sud et l'Uruguay passent d'une démocratie imparfaite à une démocratie à part entière, la Bolivie, la Malaisie, le Nicaragua et la Thaïlande passent d'un régime hybride à une démocratie imparfaite, le Bhoutan, le Népal, le Pakistan et la Sierra Leone passent d'un régime autoritaire à un régime hybride. Une nouvelle Constitution est promulguée le 18 juillet au Bhoutan, abolissant la monarchie absolue en place depuis un siècle pour une monarchie constitutionnelle. Le pays organise également cette année ses premières élections démocratiques depuis l'indépendance, en 1949. Au Népal, des élections sont organisées le 10 avril 2008 pour élire une Assemblée constituante et établir une nouvelle Constitution. Le Parti communiste du Népal (maoïste) obtient 100 sièges sur 335,. Des élections législatives se tiennent au Pakistan le 18 février 2008 dans un climat tendu. Le Parti du peuple pakistanais obtient 124 sièges sur 342, sans pour autant obtenir la majorité absolue. Les amendements de la Constitution votés en 2003 qui augmentaient les pouvoirs du président sont annulés. En tout, on compte 57 pays ayant eu un meilleur score, 67 pays ayant obtenu un plus mauvais score et 44 pays ayant obtenu le même score qu'il y a deux ans. Le score moyen de la démocratie dans le monde est alors de 5,55, un score en augmentation de 0,03 points.
Le rapport de l'année 2010, publié le 6 décembre 2010, montre qu'une grande partie des pays ont continué à voir leurs scores diminuer. Ce rapport sera le dernier à être publié une fois tous les deux ans. Cette fois, un plus grand nombre de pays ont obtenu un plus mauvais score. Seuls le Ghana et le Mali se sont améliorés : ils sont passés d'un régime hybride à une démocratie imparfaite. 9 pays ont connu une régression : La France et la Grèce sont passées d'une démocratie à part entière à une démocratie imparfaite, la Bolivie, le Honduras et le Nicaragua sont passés d'une démocratie imparfaite à un régime hybride, l'Éthiopie, les Fidji, la Gambie et Madagascar sont passés d'un régime hybride à un régime autoritaire. En 2009, le président fidjien Josefa Iloilo s'octroie les pleins pouvoirs, abroge la Constitution et démet tous les juges. L'armée commence également à censurer les médias. En Éthiopie, les violences et restrictions de la liberté d'expression lors des élections législatives du 23 mai 2010 sont des facteurs ayant contribué à grandement faire diminuer la note du pays, passée de 4,52 à 3,68. Le parti au pouvoir, le Front démocratique révolutionnaire du peuple éthiopien, remporte 499 sièges sur 547. Dans ce rapport, 48 pays ont obtenu un meilleur score, 91 pays ont obtenu un plus mauvais score et 74 pays n'ont pas vu leurs scores évoluer. Un aspect important expliquant une telle détérioration est celui des conséquences de la crise économique mondiale ayant commencé en 2008 et de son impact non négligeable sur les décisions politiques prises ainsi que sur l'indice de démocratie ayant eu tendance à diminuer, et ce surtout en Europe. Pour cette année, on constate une forte diminution du score moyen de la démocratie dans le monde : un score de 5,46 (- 0,09 points).
Le rapport de 2011, publié le 14 décembre 2011, fait toujours état d'une détérioration de la démocratie dans un grand nombre de pays, toujours à cause de la crise financière mais en même temps certains régimes se sont démocratisés (notamment certains pays du monde arabe grâce au Printemps arabe par exemple). Le Portugal baisse d'une démocratie à part entière à une démocratie imparfaite, le Guatemala et l'Ukraine chutent d'une démocratie imparfaite à un régime hybride, la Russie passe d'un régime hybride à un régime autoritaire. En Ukraine, les pressions exercées sur l'opposition et les détentions jugées comme politiquement motivées par l'Occident depuis l'arrivée au pouvoir du président Viktor Ianoukovytch ont contribué à la forte baisse du score du pays, passé de 6,30 à 5,94,. En Russie, les présumées fraudes électorales et irrégularités des élections législatives du 4 décembre 2011, ainsi que la violente répression qui s'ensuivit, ont fait chuter la note du pays, passée de 4,26 à 3,92,. Du côté des augmentations, la Zambie monte d'un régime hybride à une démocratie imparfaite, la Mauritanie, le Niger et la Tunisie passent d'un régime autoritaire à un régime hybride. Dans le cas de la Tunisie, cette forte amélioration (passage de 2,79 à 5,53, + 2,74 points) est grâce au Printemps arabe, grand mouvement de contestations ayant commencé à émerger le 17 décembre 2010. La Tunisie gagne 52 places (passée de la 144e place à la 92e). En 2011, 41 pays se sont améliorés, 48 pays ont régressé et les 78 pays restants n'ont pas vu leurs scores changer. Le score moyen de la démocratie dans le monde remonte un peu, se remettant légèrement de la forte diminution de l'année dernière : un score de 5,49 (+ 0,03 points).
Le rapport de 2012 publié le 14 mars 2013, comme pour celui de 2011, montre à nouveau une détérioration de la démocratie dans certains pays. Le Mali et le Sri Lanka passent d'une démocratie imparfaite à un régime hybride, le Burundi passe d'un régime hybride à un régime autoritaire. On note cependant une augmentation chez certains. L'Égypte, la Libye et le Maroc passent d'un régime autoritaire à un régime hybride grâce aux événements du Printemps arabe, Hong Kong, le Malawi et le Sénégal passent d'un régime hybride à une démocratie imparfaite. Parmi les autres pays ayant augmenté leur score, on peut compter la Tunisie, la Tanzanie, la Géorgie ou encore l'Inde. En réponse aux protestations secouant le pays depuis le 20 février, le roi du Maroc Mohammed VI annonce le 17 juin 2011 un référendum pour le 1er juillet visant à créer une nouvelle Constitution. Le référendum est approuvé par les Marocains à 98,50 % et débouche sur la promulgation de la nouvelle Constitution le 30 juillet,. La Libye voit le 7 juillet 2012 sa première élection démocratique depuis son indépendance en 1951, pour désigner les 200 membres du Congrès général national. L'Égypte tient également du 28 novembre 2011 au 11 janvier 2012 ses premières législatives libres et du 23 mai au 17 juin 2012 sa première présidentielle libre de son histoire,,. L'Égypte gagne 6 places dans le classement (passée de la 115e place à la 109e), la Libye gagne 30 places (elle est passée de la 125e place à la 95e) et le Maroc gagne 4 places (passé de la 119e place à la 115e). Également fait notable : pour la première fois depuis la publication de l'étude, la quantité de pays ayant vu leur score augmenter est plus forte que la quantité ayant vu leur score diminuer. 40 pays ont vu leur score diminuer, 54 pays ont vu leur score augmenter et 71 pays ont gardé le même score que l'année précédente. Comme l'année dernière, le score moyen de la démocratie dans le monde remonte : un score de 5,52 (+ 0,03 points), repassant de ce fait au-dessus de la barre des 5,50.
Le rapport de l'année 2013, publié le 11 juin 2014, comme les rapports des années précédentes, montre que certains pays continuent de voir leurs scores diminuer. Le Monténégro et le Bénin passent de démocratie imparfaite à régime hybride, l'Égypte passe de régime hybride à régime autoritaire. Le Burkina Faso et Madagascar passent de régime autoritaire à régime hybride. La tenue d'élections présidentielles et législatives libres à Madagascar ont fait monter la note du pays, passant de 3,93 à 4,32. En Égypte, le coup d'État militaire du 2 juillet 2013 ayant renversé le président démocratiquement élu Mohamed Morsi ont grandement fait baisser la note du pays, passant de 4,56 à 3,27. Le rapport de l'année 2013 indique que 48 pays obtiennent un meilleur score, 45 pays obtiennent un plus mauvais score et 72 pays obtiennent le même que l'année précédente. On peut compter parmi les plus grosses hausses le Népal, le Mali, le Burkina Faso et la Serbie, et parmi les plus grosses baisses l'Égypte, le Yémen et la Libye. Comme pour la précédente édition, il y a plus de pays qui augmentent leur score que de pays qui le baissent, même si la quantité de pays qui augmentent leur score est en baisse et la quantité de pays qui baissent leur score est en hausse. En revanche, le nombre de pays ayant vu leur score ne pas augmenter ni baisser reste stable. Pour la troisième année consécutive, le score moyen de la démocratie dans le monde continue de monter, passant à 5,53 (+ 0,01 point).
Le rapport de l'année 2014 fait remarquer le même constat que les précédentes années : de nombreux pays continuent à voir leurs scores baisser, et peu de pays obtiennent des gains importants. La France passe de démocratie imparfaite à démocratie à part entière, Singapour et la Tunisie passent de régime hybride à démocratie imparfaite, les Fidji passent de régime autoritaire à régime hybride. Trois ans après la révolution du jasmin, la Tunisie devient le premier pays arabe (deuxième en considérant la Palestine comme un pays) à accéder au rang de démocratie imparfaite et le premier en Afrique du Nord. Cependant, le rapport fait aussi état d'une détérioration dans un grand nombre de pays : la Belgique et la Tchéquie passent de démocratie à part entière à démocratie imparfaite, le Guyana, la Thaïlande et le Malawi passent de démocratie imparfaite à régime hybride, la Libye passe de régime hybride à régime autoritaire. En Libye, la forte instabilité ayant conduit à une nouvelle guerre civile et la difficile tenue des élections législatives marqués par les violences ont grandement fait diminuer le score du pays, passé de 4,82 à 3,80. Pour le rapport de 2014, on compte 47 pays ayant obtenu un meilleur score, 48 pays ayant eu un plus mauvais score et les 70 pays restants n'ayant subi aucune évolution. Pour la quatrième année consécutive, le score moyen de la démocratie dans le monde augmente, et passe à 5,55 (+ 0,02 points). Trois régions ont réalisé un plus mauvais score : l'Amérique latine, le Moyen-Orient et l'Afrique du Nord et Afrique subsaharienne. Deux régions réalisent une amélioration : l'Asie et Océanie et l'Europe orientale. En 2014, 12,5 % des pays évalués sont des démocraties à part entière, 35,5 % sont des démocraties imparfaites, 14,4 % des régimes hybrides et 37,6 % des régimes autoritaires.
Le rapport de l'année 2015 publié le 5 mars 2016 est marqué par une dégradation toujours forte de la démocratie dans le monde. La région du Moyen-Orient et d'Afrique du Nord est celle ayant subi la plus forte détérioration, passant de 3,65 à 3,58 (- 0,07 points). La France, le Costa Rica, le Japon et la Corée du Sud passent de démocratie à part entière à démocratie imparfaite, la Mauritanie et le Niger passe de régime hybride à régime autoritaire. Côté augmentations : le Monténégro, le Guyana et le Sri Lanka passent de régime hybride à démocratie imparfaite, la Birmanie et le Nigeria passent de régime autoritaire à régime hybride. Cette année se sont tenues en Birmanie les premières élections législatives compétitives depuis l'indépendance du pays, en 1948. L'opposition obtient plus de la moitié des sièges à la Chambre des représentants, la chambre basse de l'Assemblée de l'Union (Parlement) birmane. Cette année s'est tenue au Nigeria la première passation de pouvoir pacifique entre deux présidents depuis l'indépendance, en 1960. Le candidat vainqueur, Muhammadu Buhari, devance son rival Goodluck Jonathan de près de trois millions de voix d'avance. Un nombre important de pays continuent de voir leurs scores diminuer comme la Libye, la Thaïlande, la Syrie et la Gambie. Une augmentation est cependant visible chez certains pays, comme la Bulgarie, l'Argentine, le Burkina Faso ou encore le Zimbabwe. Cette année, 63 pays ont augmenté leur score, 55 pays l'ont baissé et les 51 restants ne l'ont pas changé. Cette fois-ci, le score moyen de la démocratie dans le monde n'a pas évolué et est resté à 5,55. En 2015, moins de la moitié de la population mondiale (48,4 %) vit dans une démocratie, dont seulement 8,9 % vivent dans une démocratie à part entière. Environ 2,6 milliards de personnes, soit plus d'un tiers de la population mondiale, vivent dans un régime autoritaire dont la grande majorité habitent en Chine.
L'édition de l'année 2016, publiée le 25 janvier 2017, marque le début d'une lente détérioration de la démocratie dans le monde (passée de 5,55 à 5,52 : - 0,03 points). Les États-Unis passent de démocratie à part entière à démocratie imparfaite, le Monténégro, la Macédoine et la Zambie passent de démocratie imparfaite à régime hybride, l'Arménie passe de régime hybride à régime autoritaire. En octobre 2016, une tentative de coup d'État a été déjouée au Monténégro le 16 octobre, jour des élections législatives. Un groupe de vingt citoyens serbes et monténégrins avaient été arrêtés la veille, et certains seront plus tard inculpés de tentative de coup d'État par les autorités. En Zambie, les multiples violences lors des élections présidentielles et législatives de août 2016 ont fait diminuer la note du pays, passée de 6,28 à 5,99 (- 0,29 points). Concernant l'unique augmentation : Haïti passe de régime autoritaire à régime hybride. Pour les hausses importantes, on peut compter l'Irlande ou bien la Côte d'Ivoire, et parmi les baisses importantes on peut compter le Kirghizistan, la Macédoine, le Monténégro, le Mozambique ou encore le Nicaragua. 40 pays ont réalisé un meilleur score, 69 pays ont fait un plus mauvais score et les 58 restants n'ont pas changé.
Le rapport de l'année 2017, publié le 31 janvier 2018, est marqué par une plus grande détérioration dans certains pays. La Moldavie passe de démocratie imparfaite à régime hybride, le Venezuela, le Cambodge et la Birmanie chutent de régime hybride à régime autoritaire. Pour les augmentations : la Corée du Sud monte de démocratie imparfaite à démocratie à part entière, l'Équateur passe de régime hybride à démocratie imparfaite, l'Arménie et la Gambie passent de régime autoritaire à régime hybride. En Gambie à la surprise générale, l'opposant Adama Barrow remporte la présidentielle face au dictateur Yahya Jammeh au pouvoir depuis 1994 via un coup d'État. Ce dernier refuse cependant de quitter le pouvoir, et une intervention militaire de la Communauté économique des États de l'Afrique de l'Ouest (CÉDÉAO) est nécessaire afin que le vainqueur puisse prendre ses fonctions,. Au Venezuela, la violente répression des manifestations ayant duré près de 5 mois est un élément qui a contribué à la forte baisse du score du pays, passé de 4,68 à 3,87 (- 0,81 points),. Au Cambodge, la dissolution du plus important Parti d'opposition Parti du sauvetage national du Cambodge par la Cour suprême porte un violent coup à la démocratie, avec un score passé de 4,27 à 3,63. Le Cambodge est depuis désigné par plusieurs médias comme un pays à Parti unique,. Le rapport de 2017 montre que 41 pays ont obtenu un meilleur score, 89 pays ont régressé (soit plus du double que les pays ayant augmenté) et les 37 autres pays ne l'ont pas changé. Le score moyen de la démocratie dans le monde continue de diminuer, passant à 5,48 (- 0,04 points).
Le rapport de l'année 2018, publié le 2 février 2019, fait toujours état d'une dégradation répandue de la démocratie dans le monde. Pour les augmentations : le Costa Rica monte de démocratie imparfaite à démocratie à part entière, la Côte d'Ivoire passe de régime autoritaire à régime hybride. Pour les dégradations : le Salvador baisse de démocratie imparfaite à régime hybride, le Mozambique et le Nicaragua passent de régime hybride à régime autoritaire. La tenue d'élections municipales libres et démocratiques en Côte d'Ivoire a permis au pays de sortir de la catégorie des régimes autoritaires. La violente répression des manifestations au Nicaragua pour protester contre une réforme des retraites a grandement fait baisser le score du pays, passant de 4,66 à 3,63 (- 1,03 points),. En Arménie, la révolution ayant réuni des milliers de personnes pour protester contre le maintien au pouvoir de Serge Sarkissian et la tenue d'élections législatives a fortement fait monter le score du pays, passé de 4,11 à 4,79 (+ 0,68 points),. La tenue de l'élection présidentielle en Turquie en plein état d'urgence et le renforcement du contrôle des médias par le gouvernement ont fait baisser la note du pays, passé de 4,88 à 4,37 (- 0,51 points),. 48 pays ont réalisé un meilleur score, 42 pays ont réalisé un plus mauvais score et les 90 restants n'ont pas bougé. Le score moyen de la démocratie dans le monde ne bouge pas et reste à 5,48.
Le rapport de l'année 2019 est publié le 24 janvier 2020. Marqué par une dégradation toujours forte de la démocratie dans le monde, le rapport fait état du score le plus bas depuis la publication de l'indice en 2006, avec un score passé de 5,48 à 5,44 (- 0,04 points). La France, le Portugal et le Chili sont passés d'une démocratie imparfaite à une démocratie à part entière. La Thaïlande et le Salvador sont passées de régime hybride à des démocraties imparfaites. L'Algérie est passée d'un régime autoritaire à un régime hybride. Concernant les baisses : Malte a été rétrogradée d'une démocratie à part entière à une démocratie imparfaite, le Sénégal passe d'une démocratie imparfaite à un régime hybride, et l'Irak et la Palestine passe d'un régime hybride à un régime autoritaire. En Thaïlande, la tenue d'élections législatives et le départ de la junte militaire du pouvoir ont fait monter le score du pays, passé de 4,63 à 6,32 (+ 1,69 points). En Algérie, les manifestations de masse connues sous le nom du Hirak ayant provoqué la chute du régime de Abdelaziz Bouteflika et l'élection d'un nouveau président, ont fait augmenter le score du pays de 3,50 à 4,01,. En Bolivie, les violentes manifestations suivant l'élection présidentielle prétendue frauduleuse et ayant entraîné une crise politique ont grandement fait baisser la note du pays, passée de 5,70 à 4,84 (- 0,86 points). Au Bénin, la tenue des élections législatives au cours desquelles l'opposition n'a pas été autorisée à se présenter, est marquée par les violences, une crise politique et par la condamnation de plusieurs ONG, dont Amnesty International,. 48 pays ont réalisé un meilleur score, 62 pays ont réalisé un plus mauvais score et les 57 restants ne l'ont pas fait évoluer.

## Indice de démocratie par type de régime
Le tableau suivant répertorie le nombre de nations dans chaque catégorie selon le rapport de 2022.
| Type de régime            | Couleurs | Couleurs | Score    | Pays | Pays (%) | Population mondiale (%) |
| ------------------------- | -------- | -------- | -------- | ---- | -------- | ----------------------- |
| Démocratie à part entière |          |          | 8 - 10   | 24   | 14,4     | 8,0                     |
| Démocratie imparfaite     |          |          | 6 - 7,99 | 48   | 28,7     | 37,3                    |
| Régime hybride            |          |          | 4 - 5,99 | 36   | 21,6     | 17,9                    |
| Régime autoritaire        |          |          | 2 - 3,99 | 44   | 26,3     | 36,9                    |
| Régime très autoritaire   |          |          | 0 - 1,99 | 15   | 9        | 36,9                    |

La population mondiale fait référence à la population totale des 167 pays évalués. Étant donné que l'enquête n'exclut que quelques micro-États, cela équivaut à peu près à l'ensemble de la population mondiale estimée en 2022.

## Indice détaillé de la France
| Année | Processus électoral et pluralisme | Fonctionnement du gouvernement | Participation politique | Culture politique | Libertés civiles | Score total |
| ----- | --------------------------------- | ------------------------------ | ----------------------- | ----------------- | ---------------- | ----------- |
| 2024  | 9,58                              | 7,50                           | 7,78                    | 6,88              | 8,24             | 7,99        |
| 2023  | 9,58                              | 7,86                           | 7,78                    | 6,88              | 8,24             | 8,07        |
| 2022  | 9,58                              | 7,86                           | 7,78                    | 6,88              | 8,24             | 8,07        |
| 2021  | 9,58                              | 7,50                           | 7,78                    | 6,88              | 8,24             | 7,99        |
| 2020  | 9,58                              | 7,50                           | 7,78                    | 6,88              | 8,24             | 7,99        |
| 2019  | 9,58                              | 7,86                           | 7,78                    | 6,88              | 8,53             | 8,12        |
| 2018  | 9,58                              | 7,50                           | 7,78                    | 5,63              | 8,53             | 7,80        |
| 2017  | 9,58                              | 7,50                           | 7,78                    | 5,63              | 8,53             | 7,80        |
| 2016  | 9,58                              | 7,14                           | 7,78                    | 6,25              | 8,82             | 7,92        |
| 2015  | 9,58                              | 7,14                           | 7,78                    | 6,25              | 8,82             | 7,92        |
| 2014  | 9,58                              | 7,14                           | 7,78                    | 6,88              | 8,82             | 8,04        |
| 2013  | 9,58                              | 6,79                           | 7,22                    | 7,50              | 8,53             | 7,92        |
| 2012  | 9,58                              | 7,14                           | 6,67                    | 7,50              | 8,53             | 7,88        |
| 2011  | 9,58                              | 7,14                           | 6,11                    | 7,50              | 8,53             | 7,77        |
| 2010  | 9,58                              | 7,14                           | 6,11                    | 7,50              | 8,53             | 7,77        |

## Indice de démocratie par région
| Rang | Continent                       | Pays | 2006 | 2008 | 2010 | 2011 | 2012 | 2013 | 2014 | 2015 | 2016 | 2017 | 2018 | 2019 | 2020 | 2021 | 2022 |
| ---- | ------------------------------- | ---- | ---- | ---- | ---- | ---- | ---- | ---- | ---- | ---- | ---- | ---- | ---- | ---- | ---- | ---- | ---- |
| 1    | Amérique du Nord                | 2    | 8,64 | 8,64 | 8,63 | 8,59 | 8,59 | 8,59 | 8,59 | 8,56 | 8,56 | 8,56 | 8,56 | 8,59 | 8,58 | 8,36 | 8,37 |
| 2    | Europe occidentale              | 21   | 8,60 | 8,61 | 8,45 | 8,40 | 8,44 | 8,41 | 8,41 | 8,42 | 8,40 | 8,38 | 8,35 | 8,35 | 8,29 | 8,22 | 8,36 |
| 3    | Amérique latine et Caraïbes     | 24   | 6,37 | 6,43 | 6,37 | 6,35 | 6,36 | 6,38 | 6,36 | 6,37 | 6,33 | 6,26 | 6,24 | 6,13 | 6,09 | 5,83 | 5,79 |
| 4    | Asie et Océanie                 | 28   | 5,44 | 5,58 | 5,53 | 5,51 | 5,56 | 5,61 | 5,70 | 5,74 | 5,74 | 5,63 | 5,67 | 5,67 | 5,62 | 5,46 | 5,46 |
| 5    | Europe orientale                | 28   | 5,76 | 5,67 | 5,55 | 5,50 | 5,51 | 5,53 | 5,58 | 5,55 | 5,43 | 5,40 | 5,42 | 5,42 | 5,36 | 5,36 | 5,39 |
| 6    | Afrique subsaharienne           | 44   | 4,24 | 4,28 | 4,23 | 4,32 | 4,32 | 4,36 | 4,34 | 4,38 | 4,37 | 4,35 | 4,36 | 4,26 | 4,16 | 4,12 | 4,14 |
| 7    | Moyen-Orient et Afrique du Nord | 20   | 3,53 | 3,54 | 3,43 | 3,62 | 3,73 | 3,68 | 3,65 | 3,58 | 3,56 | 3,54 | 3,54 | 3,53 | 3,44 | 3,41 | 3,34 |
|      | Monde                           | 167  | 5,52 | 5,55 | 5,46 | 5,49 | 5,52 | 5,53 | 5,55 | 5,55 | 5,52 | 5,48 | 5,48 | 5,44 | 5,37 | 5,28 | 5,29 |

## Évaluation par région
En 2022 :
| Rang | Continent                       | Pays | Démocraties à part entière | Démocraties imparfaites | Régimes hybrides | Régimes autoritaires | Score moyen |
| ---- | ------------------------------- | ---- | -------------------------- | ----------------------- | ---------------- | -------------------- | ----------- |
| 1    | Amérique du Nord                | 2    | 1                          | 1                       | 0                | 0                    | 8,37        |
| 2    | Europe occidentale              | 21   | 14                         | 6                       | 1                | 0                    | 8,36        |
| 3    | Amérique latine et Caraïbes     | 24   | 3                          | 9                       | 8                | 4                    | 5,79        |
| 4    | Asie et Océanie                 | 28   | 5                          | 9                       | 7                | 7                    | 5,46        |
| 5    | Europe orientale                | 28   | 0                          | 16                      | 4                | 8                    | 5,39        |
| 6    | Afrique subsaharienne           | 44   | 1                          | 6                       | 14               | 23                   | 4,14        |
| 7    | Moyen-Orient et Afrique du Nord | 20   | 0                          | 1                       | 2                | 17                   | 3,34        |
|      | Monde                           | 167  | 24                         | 48                      | 36               | 59                   | 5,29        |

## Indice de démocratie par pays
| Rang | Pays                             | Catégorie                 | Continent                       | 2006 | 2008 | 2010 | 2011 | 2012 | 2013 | 2014 | 2015 | 2016 | 2017 | 2018 | 2019 | 2020 | 2021 | 2022 | 2023 |
| ---- | -------------------------------- | ------------------------- | ------------------------------- | ---- | ---- | ---- | ---- | ---- | ---- | ---- | ---- | ---- | ---- | ---- | ---- | ---- | ---- | ---- | ---- |
| 1    | Norvège                          | Démocratie à part entière | Europe occidentale              | 9,55 | 9,68 | 9,80 | 9,80 | 9,93 | 9,93 | 9,93 | 9,93 | 9,93 | 9,87 | 9,87 | 9,87 | 9,81 | 9,75 | 9,81 | 9,81 |
| 2    | Nouvelle-Zélande                 | Démocratie à part entière | Asie et Océanie                 | 9,01 | 9,19 | 9,26 | 9,26 | 9,26 | 9,26 | 9,26 | 9,26 | 9,26 | 9,26 | 9,26 | 9,26 | 9,25 | 9,37 | 9,61 | 9,61 |
| 3    | Islande                          | Démocratie à part entière | Europe occidentale              | 9,71 | 9,65 | 9,65 | 9,65 | 9,65 | 9,65 | 9,58 | 9,58 | 9,50 | 9,58 | 9,58 | 9,58 | 9,37 | 9,18 | 9,52 | 9,45 |
| 4    | Suède                            | Démocratie à part entière | Europe occidentale              | 9,88 | 9,88 | 9,50 | 9,50 | 9,73 | 9,73 | 9,73 | 9,45 | 9,39 | 9,39 | 9,39 | 9,39 | 9,26 | 9,26 | 9,39 | 9,39 |
| 5    | Finlande                         | Démocratie à part entière | Europe occidentale              | 9,25 | 9,25 | 9,19 | 9,06 | 9,06 | 9,03 | 9,03 | 9,03 | 9,03 | 9,03 | 9,14 | 9,25 | 9,20 | 9,27 | 9,29 | 9,30 |
| 6    | Danemark                         | Démocratie à part entière | Europe occidentale              | 9,52 | 9,52 | 9,52 | 9,52 | 9,52 | 9,38 | 9,11 | 9,11 | 9,20 | 9,22 | 9,22 | 9,22 | 9,15 | 9,09 | 9,28 | 9,28 |
| 7    | Irlande                          | Démocratie à part entière | Europe occidentale              | 9,01 | 9,01 | 8,79 | 8,56 | 8,56 | 8,68 | 8,72 | 8,85 | 9,15 | 9,15 | 9,15 | 9,24 | 9,05 | 9,00 | 9,13 | 9,19 |
| 8    | Suisse                           | Démocratie à part entière | Europe occidentale              | 9,02 | 9,15 | 9,09 | 9,09 | 9,09 | 9,09 | 9,09 | 9,09 | 9,09 | 9,03 | 9,03 | 9,03 | 8,83 | 8,90 | 9,14 | 9,14 |
| 9    | Pays-Bas                         | Démocratie à part entière | Europe occidentale              | 9,66 | 9,53 | 8,99 | 8,99 | 8,99 | 8,84 | 8,92 | 8,92 | 8,80 | 8,89 | 8,89 | 9,01 | 8,96 | 8,88 | 9,00 | 9,00 |
| 10   | Taïwan                           | Démocratie à part entière | Asie et Océanie                 | 7,82 | 7,82 | 7,52 | 7,46 | 7,57 | 7,57 | 7,65 | 7,83 | 7,79 | 7,73 | 7,73 | 7,73 | 8,94 | 8,99 | 8,99 | 8,92 |
| 11   | Luxembourg                       | Démocratie à part entière | Europe occidentale              | 9,10 | 9,10 | 8,88 | 8,88 | 8,88 | 8,88 | 8,88 | 8,88 | 8,81 | 8,81 | 8,81 | 8,81 | 8,68 | 8,68 | 8,81 | 8,81 |
| 12   | Allemagne                        | Démocratie à part entière | Europe occidentale              | 8,82 | 8,82 | 8,38 | 8,34 | 8,34 | 8,31 | 8,64 | 8,64 | 8,63 | 8,61 | 8,68 | 8,68 | 8,67 | 8,67 | 8,80 | 8,80 |
| 13   | Canada                           | Démocratie à part entière | Amérique du Nord                | 9,07 | 9,07 | 9,08 | 9,08 | 9,08 | 9,08 | 9,08 | 9,08 | 9,15 | 9,15 | 9,15 | 9,22 | 9,24 | 8,87 | 8,88 | 8,69 |
| 14   | Australie                        | Démocratie à part entière | Asie et Océanie                 | 9,09 | 9,09 | 9,22 | 9,22 | 9,22 | 9,13 | 9,01 | 9,01 | 9,01 | 9,09 | 9,09 | 9,09 | 8,96 | 8,90 | 8,71 | 8,66 |
| 14   | Uruguay                          | Démocratie à part entière | Amérique latine et Caraïbes     | 7,96 | 8,08 | 8,10 | 8,17 | 8,17 | 8,17 | 8,17 | 8,17 | 8,17 | 8,12 | 8,38 | 8,38 | 8,61 | 8,85 | 8,91 | 8,66 |
| 16   | Japon                            | Démocratie à part entière | Asie et Océanie                 | 8,15 | 8,25 | 8,08 | 8,08 | 8,08 | 8,08 | 8,08 | 7,96 | 7,99 | 7,88 | 7,99 | 7,99 | 8,13 | 8,15 | 8,33 | 8,40 |
| 17   | Costa Rica                       | Démocratie à part entière | Amérique latine et Caraïbes     | 8,04 | 8,04 | 8,04 | 8,10 | 8,10 | 8,03 | 8,03 | 7,96 | 7,88 | 7,88 | 8,07 | 8,13 | 8,16 | 8,07 | 8,29 | 8,29 |
| 18   | Autriche                         | Démocratie à part entière | Europe occidentale              | 8,69 | 8,49 | 8,49 | 8,49 | 8,62 | 8,48 | 8,54 | 8,54 | 8,41 | 8,42 | 8,29 | 8,29 | 8,16 | 8,07 | 8,20 | 8,28 |
| 18   | Royaume-Uni                      | Démocratie à part entière | Europe occidentale              | 8,08 | 8,15 | 8,16 | 8,16 | 8,21 | 8,31 | 8,31 | 8,31 | 8,36 | 8,53 | 8,53 | 8,52 | 8,54 | 8,10 | 8,28 | 8,28 |
| 20   | Grèce                            | Démocratie à part entière | Europe occidentale              | 8,13 | 8,13 | 7,92 | 7,65 | 7,65 | 7,65 | 7,45 | 7,45 | 7,23 | 7,29 | 7,29 | 7,43 | 7,39 | 7,56 | 7,97 | 8,14 |
| 20   | Maurice                          | Démocratie à part entière | Afrique subsaharienne           | 8,04 | 8,04 | 8,04 | 8,04 | 8,17 | 8,17 | 8,17 | 8,28 | 8,28 | 8,22 | 8,22 | 8,22 | 8,14 | 8,08 | 8,14 | 8,14 |
| 22   | Corée du Sud                     | Démocratie à part entière | Asie et Océanie                 | 7,88 | 8,01 | 8,11 | 8,06 | 8,13 | 8,06 | 8,06 | 7,97 | 7,92 | 8,00 | 8,00 | 8,00 | 8,01 | 8,16 | 8,03 | 8,09 |
| 23   | France                           | Démocratie à part entière | Europe occidentale              | 8,07 | 8,07 | 7,77 | 7,77 | 7,88 | 7,92 | 8,04 | 7,92 | 7,92 | 7,80 | 7,80 | 8,12 | 7,99 | 7,99 | 8,07 | 8,07 |
| 23   | Espagne                          | Démocratie à part entière | Europe occidentale              | 8,34 | 8,45 | 8,16 | 8,02 | 8,02 | 8,02 | 8,05 | 8,30 | 8,30 | 8,08 | 8,08 | 8,18 | 8,12 | 7,94 | 8,07 | 8,07 |
| 25   | Chili                            | Démocratie imparfaite     | Amérique latine et Caraïbes     | 7,89 | 7,89 | 7,67 | 7,54 | 7,54 | 7,80 | 7,80 | 7,84 | 7,78 | 7,84 | 7,97 | 8,08 | 8,28 | 7,92 | 8,22 | 7,98 |
| 26   | Tchéquie                         | Démocratie imparfaite     | Europe orientale                | 8,17 | 8,19 | 8,19 | 8,19 | 8,19 | 8,06 | 7,94 | 7,94 | 7,82 | 7,62 | 7,69 | 7,69 | 7,67 | 7,74 | 7,97 | 7,97 |
| 27   | Estonie                          | Démocratie imparfaite     | Europe orientale                | 7,74 | 7,68 | 7,68 | 7,61 | 7,61 | 7,61 | 7,74 | 7,85 | 7,85 | 7,79 | 7,97 | 7,90 | 7,84 | 7,84 | 7,96 | 7,96 |
| 28   | Malte                            | Démocratie imparfaite     | Europe occidentale              | 8,39 | 8,39 | 8,28 | 8,28 | 8,28 | 8,28 | 8,39 | 8,39 | 8,39 | 8,15 | 8,21 | 7,95 | 7,68 | 7,57 | 7,70 | 7,93 |
| 29   | États-Unis                       | Démocratie imparfaite     | Amérique du Nord                | 8,22 | 8,22 | 8,18 | 8,11 | 8,11 | 8,11 | 8,11 | 8,05 | 7,98 | 7,98 | 7,96 | 7,96 | 7,92 | 7,85 | 7,85 | 7,85 |
| 30   | Israël                           | Démocratie imparfaite     | Moyen-Orient et Afrique du Nord | 7,28 | 7,48 | 7,48 | 7,53 | 7,53 | 7,53 | 7,63 | 7,77 | 7,85 | 7,79 | 7,79 | 7,86 | 7,84 | 7,97 | 7,93 | 7,80 |
| 31   | Portugal                         | Démocratie imparfaite     | Europe occidentale              | 8,16 | 8,05 | 8,02 | 7,81 | 7,92 | 7,65 | 7,79 | 7,79 | 7,86 | 7,84 | 7,84 | 8,03 | 7,90 | 7,82 | 7,95 | 7,75 |
| 31   | Slovénie                         | Démocratie imparfaite     | Europe orientale                | 7,96 | 7,96 | 7,69 | 7,76 | 7,88 | 7,88 | 7,57 | 7,57 | 7,51 | 7,50 | 7,50 | 7,50 | 7,54 | 7,54 | 7,75 | 7,75 |
| 33   | Botswana                         | Démocratie imparfaite     | Afrique subsaharienne           | 7,60 | 7,47 | 7,63 | 7,63 | 7,85 | 7,98 | 7,87 | 7,87 | 7,87 | 7,81 | 7,81 | 7,81 | 7,62 | 7,73 | 7,73 | 7,73 |
| 34   | Italie                           | Démocratie imparfaite     | Europe occidentale              | 7,73 | 7,98 | 7,83 | 7,74 | 7,74 | 7,85 | 7,85 | 7,98 | 7,98 | 7,98 | 7,71 | 7,52 | 7,74 | 7,68 | 7,69 | 7,69 |
| 35   | Cap-Vert                         | Démocratie imparfaite     | Afrique subsaharienne           | 7,43 | 7,81 | 7,94 | 7,92 | 7,92 | 7,92 | 7,81 | 7,81 | 7,94 | 7,88 | 7,88 | 7,78 | 7,65 | 7,65 | 7,65 | 7,65 |
| 36   | Belgique                         | Démocratie imparfaite     | Europe occidentale              | 8,15 | 8,16 | 8,05 | 8,05 | 8,05 | 8,05 | 7,93 | 7,93 | 7,77 | 7,78 | 7,78 | 7,64 | 7,51 | 7,51 | 7,64 | 7,64 |
| 37   | Chypre                           | Démocratie imparfaite     | Europe occidentale              | 7,60 | 7,70 | 7,29 | 7,29 | 7,29 | 7,29 | 7,40 | 7,53 | 7,65 | 7,59 | 7,59 | 7,59 | 7,56 | 7,43 | 7,38 | 7,38 |
| 37   | Lettonie                         | Démocratie imparfaite     | Europe orientale                | 7,37 | 7,23 | 7,05 | 7,05 | 7,05 | 7,05 | 7,48 | 7,37 | 7,31 | 7,25 | 7,38 | 7,49 | 7,24 | 7,31 | 7,37 | 7,38 |
| 39   | Lituanie                         | Démocratie imparfaite     | Europe orientale                | 7,43 | 7,36 | 7,24 | 7,24 | 7,24 | 7,54 | 7,54 | 7,54 | 7,47 | 7,41 | 7,50 | 7,50 | 7,13 | 7,18 | 7,31 | 7,31 |
| 40   | Malaisie                         | Démocratie imparfaite     | Asie et Océanie                 | 5,98 | 6,36 | 6,19 | 6,19 | 6,41 | 6,49 | 6,49 | 6,43 | 6,54 | 6,54 | 6,88 | 7,16 | 7,19 | 7,24 | 7,30 | 7,29 |
| 41   | Inde                             | Démocratie imparfaite     | Asie et Océanie                 | 7,68 | 7,80 | 7,28 | 7,30 | 7,52 | 7,69 | 7,92 | 7,74 | 7,81 | 7,23 | 7,23 | 6,90 | 6,61 | 6,91 | 7,04 | 7,18 |
| 41   | Pologne                          | Démocratie imparfaite     | Europe orientale                | 7,30 | 7,30 | 7,05 | 7,12 | 7,12 | 7,12 | 7,47 | 7,09 | 6,83 | 6,67 | 6,67 | 6,62 | 6,85 | 6,80 | 7,04 | 7,18 |
| 43   | Trinité-et-Tobago                | Démocratie imparfaite     | Amérique latine et Caraïbes     | 7,18 | 7,21 | 7,16 | 7,16 | 6,99 | 6,99 | 6,99 | 7,10 | 7,10 | 7,04 | 7,16 | 7,16 | 7,16 | 7,16 | 7,16 | 7,16 |
| 44   | Slovaquie                        | Démocratie imparfaite     | Europe orientale                | 7,40 | 7,33 | 7,35 | 7,35 | 7,35 | 7,35 | 7,35 | 7,29 | 7,29 | 7,16 | 7,10 | 7,17 | 6,97 | 7,03 | 7,07 | 7,07 |
| 45   | Jamaïque                         | Démocratie imparfaite     | Amérique latine et Caraïbes     | 7,34 | 7,21 | 7,21 | 7,13 | 7,39 | 7,39 | 7,39 | 7,39 | 7,39 | 7,29 | 7,02 | 6,96 | 7,13 | 7,13 | 7,13 | 7,06 |
| 45   | Timor oriental                   | Démocratie imparfaite     | Asie et Océanie                 | 6,41 | 7,22 | 7,22 | 7,22 | 7,16 | 7,24 | 7,24 | 7,24 | 7,24 | 7,19 | 7,19 | 7,19 | 7,06 | 7,06 | 7,06 | 7,06 |
| 47   | Afrique du Sud                   | Démocratie imparfaite     | Afrique subsaharienne           | 7,91 | 7,91 | 7,79 | 7,79 | 7,79 | 7,90 | 7,82 | 7,56 | 7,41 | 7,24 | 7,24 | 7,24 | 7,05 | 7,05 | 7,05 | 7,05 |
| 48   | Panama                           | Démocratie imparfaite     | Amérique latine et Caraïbes     | 7,35 | 7,35 | 7,15 | 7,08 | 7,08 | 7,08 | 7,08 | 7,19 | 7,13 | 7,08 | 7,05 | 7,05 | 7,18 | 6,85 | 6,91 | 6,91 |
| 49   | Suriname                         | Démocratie imparfaite     | Amérique latine et Caraïbes     | 6,52 | 6,58 | 6,65 | 6,65 | 6,65 | 6,77 | 6,77 | 6,77 | 6,77 | 6,76 | 6,98 | 6,98 | 6,82 | 6,82 | 6,95 | 6,88 |
| 50   | Hongrie                          | Démocratie imparfaite     | Europe orientale                | 7,53 | 7,44 | 7,21 | 7,04 | 6,96 | 6,96 | 6,90 | 6,84 | 6,72 | 6,64 | 6,63 | 6,63 | 6,56 | 6,50 | 6,64 | 6,72 |
| 51   | Brésil                           | Démocratie imparfaite     | Amérique latine et Caraïbes     | 7,38 | 7,38 | 7,12 | 7,12 | 7,12 | 7,12 | 7,38 | 6,96 | 6,90 | 6,86 | 6,97 | 6,86 | 6,92 | 6,86 | 6,78 | 6,68 |
| 52   | Monténégro                       | Démocratie imparfaite     | Europe orientale                | 6,57 | 6,43 | 6,27 | 6,15 | 6,05 | 5,94 | 5,94 | 6,01 | 5,72 | 5,69 | 5,74 | 5,65 | 5,77 | 6,02 | 6,45 | 6,67 |
| 53   | Philippines                      | Démocratie imparfaite     | Asie et Océanie                 | 6,48 | 6,12 | 6,12 | 6,12 | 6,30 | 6,41 | 6,77 | 6,84 | 6,94 | 6,71 | 6,71 | 6,64 | 6,56 | 6,62 | 6,73 | 6,66 |
| 54   | Argentine                        | Démocratie imparfaite     | Amérique latine et Caraïbes     | 6,63 | 6,63 | 6,84 | 6,84 | 6,84 | 6,84 | 6,84 | 7,02 | 6,96 | 6,96 | 7,02 | 7,02 | 6,95 | 6,81 | 6,85 | 6,62 |
| 55   | Colombie                         | Démocratie imparfaite     | Amérique latine et Caraïbes     | 6,40 | 6,54 | 6,55 | 6,63 | 6,63 | 6,55 | 6,55 | 6,62 | 6,67 | 6,67 | 6,96 | 7,13 | 7,04 | 6,48 | 6,72 | 6,55 |
| 56   | Indonésie                        | Démocratie imparfaite     | Asie et Océanie                 | 6,41 | 6,34 | 6,53 | 6,53 | 6,76 | 6,82 | 6,95 | 7,03 | 6,97 | 6,39 | 6,39 | 6,48 | 6,30 | 6,71 | 6,71 | 6,53 |
| 57   | Namibie                          | Démocratie imparfaite     | Afrique subsaharienne           | 6,54 | 6,48 | 6,23 | 6,24 | 6,24 | 6,24 | 6,24 | 6,31 | 6,31 | 6,31 | 6,25 | 6,43 | 6,52 | 6,52 | 6,52 | 6,52 |
| 58   | Croatie                          | Démocratie imparfaite     | Europe orientale                | 7,04 | 7,04 | 6,81 | 6,73 | 6,93 | 6,93 | 6,93 | 6,93 | 6,75 | 6,63 | 6,57 | 6,57 | 6,50 | 6,50 | 6,50 | 6,50 |
| 59   | Mongolie                         | Démocratie imparfaite     | Asie et Océanie                 | 6,60 | 6,60 | 6,36 | 6,23 | 6,35 | 6,51 | 6,62 | 6,62 | 6,62 | 6,50 | 6,50 | 6,50 | 6,48 | 6,42 | 6,35 | 6,48 |
| 60   | Roumanie                         | Démocratie imparfaite     | Europe orientale                | 7,06 | 7,06 | 6,60 | 6,54 | 6,54 | 6,54 | 6,68 | 6,68 | 6,62 | 6,44 | 6,38 | 6,49 | 6,40 | 6,43 | 6,45 | 6,45 |
| 61   | République dominicaine           | Démocratie imparfaite     | Amérique latine et Caraïbes     | 6,13 | 6,20 | 6,20 | 6,20 | 6,49 | 6,74 | 6,67 | 6,67 | 6,67 | 6,66 | 6,54 | 6,54 | 6,32 | 6,45 | 6,39 | 6,44 |
| 62   | Bulgarie                         | Démocratie imparfaite     | Europe orientale                | 7,10 | 7,02 | 6,84 | 6,78 | 6,72 | 6,83 | 6,73 | 7,14 | 7,01 | 7,03 | 7,03 | 7,03 | 6,71 | 6,64 | 6,53 | 6,41 |
| 63   | Thaïlande                        | Démocratie imparfaite     | Asie et Océanie                 | 5,67 | 6,81 | 6,55 | 6,55 | 6,55 | 6,25 | 5,39 | 5,09 | 4,92 | 4,63 | 4,63 | 6,32 | 6,04 | 6,04 | 6,67 | 6,35 |
| 64   | Serbie                           | Démocratie imparfaite     | Europe orientale                | 6,62 | 6,49 | 6,33 | 6,33 | 6,33 | 6,67 | 6,71 | 6,71 | 6,57 | 6,41 | 6,41 | 6,41 | 6,22 | 6,36 | 6,33 | 6,33 |
| 65   | Ghana                            | Démocratie imparfaite     | Afrique subsaharienne           | 5,35 | 5,35 | 6,02 | 6,02 | 6,02 | 6,33 | 6,33 | 6,86 | 6,75 | 6,69 | 6,63 | 6,63 | 6,50 | 6,50 | 6,43 | 6,30 |
| 66   | Albanie                          | Démocratie imparfaite     | Europe orientale                | 5,91 | 5,91 | 5,86 | 5,81 | 5,67 | 5,67 | 5,67 | 5,91 | 5,91 | 5,98 | 5,98 | 5,89 | 6,08 | 6,11 | 6,41 | 6,28 |
| 67   | Guyana                           | Démocratie imparfaite     | Amérique latine et Caraïbes     | 6,15 | 6,12 | 6,05 | 6,05 | 6,05 | 6,05 | 5,91 | 6,05 | 6,25 | 6,46 | 6,67 | 6,15 | 6,01 | 6,25 | 6,34 | 6,26 |
| 68   | Moldavie                         | Démocratie imparfaite     | Europe orientale                | 6,50 | 6,50 | 6,33 | 6,32 | 6,32 | 6,32 | 6,32 | 6,35 | 6,01 | 5,94 | 5,85 | 5,75 | 5,78 | 6,10 | 6,23 | 6,23 |
| 69   | Singapour                        | Démocratie imparfaite     | Asie et Océanie                 | 5,89 | 5,89 | 5,89 | 5,89 | 5,88 | 5,92 | 6,03 | 6,14 | 6,38 | 6,32 | 6,38 | 6,02 | 6,03 | 6,23 | 6,22 | 6,18 |
| 70   | Sri Lanka                        | Démocratie imparfaite     | Asie et Océanie                 | 6,58 | 6,61 | 6,64 | 6,58 | 5,75 | 5,69 | 5,69 | 6,42 | 6,48 | 6,48 | 6,19 | 6,27 | 6,14 | 6,14 | 6,47 | 6,17 |
| 71   | Lesotho                          | Démocratie imparfaite     | Afrique subsaharienne           | 6,48 | 6,29 | 6,02 | 6,33 | 6,66 | 6,66 | 6,66 | 6,59 | 6,59 | 6,64 | 6,64 | 6,54 | 6,30 | 6,30 | 6,19 | 6,06 |
| 72   | Macédoine du Nord                | Démocratie imparfaite     | Europe orientale                | 6,33 | 6,21 | 6,16 | 6,16 | 6,16 | 6,16 | 6,25 | 6,02 | 5,23 | 5,57 | 5,87 | 5,97 | 5,89 | 6,03 | 6,10 | 6,03 |
| 73   | Papouasie-Nouvelle-Guinée        | Démocratie imparfaite     | Asie et Océanie                 | 6,54 | 6,54 | 6,54 | 6,32 | 6,32 | 6,36 | 6,03 | 6,03 | 6,03 | 6,03 | 6,03 | 6,03 | 6,10 | 6,10 | 5,97 | 6,03 |
| 74   | Paraguay                         | Démocratie imparfaite     | Amérique latine et Caraïbes     | 6,16 | 6,40 | 6,40 | 6,40 | 6,26 | 6,26 | 6,26 | 6,33 | 6,27 | 6,31 | 6,24 | 6,24 | 6,18 | 5,86 | 5,89 | 6,00 |
| 75   | Bangladesh                       | Régime hybride            | Asie et Océanie                 | 6,11 | 5,52 | 5,87 | 5,86 | 5,86 | 5,86 | 5,78 | 5,73 | 5,73 | 5,43 | 5,57 | 5,88 | 5,99 | 5,99 | 5,99 | 5,87 |
| 76   | Malawi                           | Régime hybride            | Afrique subsaharienne           | 4,97 | 5,13 | 5,84 | 5,84 | 6,08 | 6,00 | 5,66 | 5,55 | 5,55 | 5,49 | 5,49 | 5,50 | 5,74 | 5,74 | 5,91 | 5,85 |
| 77   | Pérou                            | Régime hybride            | Amérique latine et Caraïbes     | 6,11 | 6,31 | 6,40 | 6,59 | 6,47 | 6,54 | 6,54 | 6,58 | 6,65 | 6,49 | 6,60 | 6,60 | 6,53 | 6,09 | 5,92 | 5,81 |
| 78   | Zambie                           | Régime hybride            | Afrique subsaharienne           | 5,25 | 5,25 | 5,68 | 6,19 | 6,26 | 6,26 | 6,39 | 6,28 | 5,99 | 5,68 | 5,61 | 5,09 | 4,86 | 5,72 | 5,80 | 5,80 |
| 79   | Liberia                          | Régime hybride            | Afrique subsaharienne           | 5,22 | 5,25 | 5,07 | 5,07 | 4,95 | 4,95 | 4,95 | 4,95 | 5,31 | 5,23 | 5,35 | 5,45 | 5,32 | 5,43 | 5,43 | 5,57 |
| 80   | Fidji                            | Régime hybride            | Asie et Océanie                 | 5,66 | 5,11 | 3,62 | 3,67 | 3,67 | 3,61 | 5,61 | 5,69 | 5,64 | 5,85 | 5,85 | 5,85 | 5,72 | 5,61 | 5,55 | 5,55 |
| 81   | Bhoutan                          | Régime hybride            | Asie et Océanie                 | 2,62 | 4,30 | 4,68 | 4,57 | 4,65 | 4,82 | 4,87 | 4,93 | 4,93 | 5,08 | 5,30 | 5,30 | 5,71 | 5,71 | 5,54 | 5,54 |
| 82   | Tunisie                          | Régime hybride            | Moyen-Orient et Afrique du Nord | 3,06 | 2,96 | 2,79 | 5,53 | 5,67 | 5,76 | 6,31 | 6,72 | 6,40 | 6,32 | 6,41 | 6,72 | 6,59 | 5,99 | 5,51 | 5,51 |
| 83   | Sénégal                          | Régime hybride            | Afrique subsaharienne           | 5,37 | 5,37 | 5,27 | 5,51 | 6,09 | 6,15 | 6,15 | 6,08 | 6,21 | 6,15 | 6,15 | 5,81 | 5,67 | 5,53 | 5,72 | 5,48 |
| 84   | Arménie                          | Régime hybride            | Europe orientale                | 4,15 | 4,09 | 4,09 | 4,09 | 4,09 | 4,02 | 4,13 | 4,00 | 3,88 | 4,11 | 4,79 | 5,54 | 5,35 | 5,49 | 5,63 | 5,42 |
| 85   | Équateur                         | Régime hybride            | Amérique latine et Caraïbes     | 5,64 | 5,64 | 5,77 | 5,72 | 5,78 | 5,87 | 5,87 | 5,87 | 5,81 | 6,02 | 6,27 | 6,33 | 6,13 | 5,71 | 5,69 | 5,41 |
| 86   | Tanzanie                         | Régime hybride            | Afrique subsaharienne           | 5,18 | 5,28 | 5,64 | 5,64 | 5,88 | 5,77 | 5,77 | 5,58 | 5,76 | 5,47 | 5,41 | 5,16 | 5,10 | 5,10 | 5,10 | 5,35 |
| 87   | Madagascar                       | Régime hybride            | Afrique subsaharienne           | 5,82 | 5,57 | 3,94 | 3,93 | 3,93 | 4,32 | 4,42 | 4,85 | 5,07 | 5,11 | 5,22 | 5,64 | 5,70 | 5,70 | 5,70 | 5,26 |
| 88   | Hong Kong                        | Régime hybride            | Asie et Océanie                 | 6,03 | 5,85 | 5,92 | 5,92 | 6,42 | 6,42 | 6,46 | 6,50 | 6,42 | 6,31 | 6,15 | 6,02 | 5,57 | 5,60 | 5,28 | 5,24 |
| 89   | Géorgie                          | Régime hybride            | Europe orientale                | 4,90 | 4,62 | 4,59 | 4,74 | 5,53 | 5,95 | 5,82 | 5,88 | 5,93 | 5,93 | 5,50 | 5,42 | 5,31 | 5,12 | 5,20 | 5,20 |
| 90   | Mexique                          | Régime hybride            | Amérique latine et Caraïbes     | 6,67 | 6,78 | 6,93 | 6,93 | 6,90 | 6,91 | 6,68 | 6,55 | 6,47 | 6,41 | 6,19 | 6,09 | 6,07 | 5,57 | 5,25 | 5,14 |
| 91   | Ukraine                          | Régime hybride            | Europe orientale                | 6,94 | 6,94 | 6,30 | 5,94 | 5,91 | 5,84 | 5,42 | 5,70 | 5,70 | 5,69 | 5,69 | 5,90 | 5,81 | 5,57 | 5,42 | 5,06 |
| 92   | Kenya                            | Régime hybride            | Afrique subsaharienne           | 5,08 | 4,79 | 4,71 | 4,71 | 4,71 | 5,13 | 5,13 | 5,33 | 5,33 | 5,11 | 5,11 | 5,18 | 5,05 | 5,05 | 5,05 | 5,05 |
| 93   | Maroc                            | Régime hybride            | Moyen-Orient et Afrique du Nord | 3,90 | 3,88 | 3,79 | 3,83 | 4,07 | 4,07 | 4,00 | 4,66 | 4,77 | 4,87 | 4,99 | 5,10 | 5,04 | 5,04 | 5,04 | 5,04 |
| 94   | Bosnie-Herzégovine               | Régime hybride            | Europe orientale                | 5,78 | 5,70 | 5,32 | 5,24 | 5,11 | 5,02 | 4,78 | 4,83 | 4,87 | 4,87 | 4,98 | 4,86 | 4,84 | 5,04 | 5,00 | 5,00 |
| 95   | Honduras                         | Régime hybride            | Amérique latine et Caraïbes     | 6,25 | 6,18 | 5,76 | 5,84 | 5,84 | 5,84 | 5,84 | 5,84 | 5,92 | 5,72 | 5,63 | 5,42 | 5,36 | 5,10 | 5,15 | 4,98 |
| 96   | Salvador                         | Régime hybride            | Amérique latine et Caraïbes     | 6,22 | 6,40 | 6,47 | 6,47 | 6,47 | 6,53 | 6,53 | 6,64 | 6,64 | 6,43 | 5,96 | 6,15 | 5,90 | 5,72 | 5,06 | 4,71 |
| 97   | Bénin                            | Régime hybride            | Afrique subsaharienne           | 6,16 | 6,06 | 6,17 | 6,06 | 6,00 | 5,87 | 5,65 | 5,72 | 5,67 | 5,61 | 5,74 | 5,09 | 4,58 | 4,19 | 4,28 | 4,68 |
| 98   | Népal                            | Régime hybride            | Asie et Océanie                 | 3,42 | 4,05 | 4,24 | 4,24 | 4,16 | 4,77 | 4,77 | 4,77 | 4,86 | 5,18 | 5,18 | 5,28 | 5,22 | 4,41 | 4,49 | 4,60 |
| 99   | Ouganda                          | Régime hybride            | Afrique subsaharienne           | 5,14 | 5,03 | 5,05 | 5,13 | 5,16 | 5,22 | 5,22 | 5,22 | 5,26 | 5,09 | 5,20 | 5,02 | 4,94 | 4,48 | 4,55 | 4,49 |
| 100  | Gambie                           | Régime hybride            | Afrique subsaharienne           | 4,39 | 4,19 | 3,38 | 3,38 | 3,31 | 3,31 | 3,05 | 2,97 | 2,91 | 4,06 | 4,31 | 4,33 | 4,49 | 4,41 | 4,47 | 4,47 |
| 100  | Guatemala                        | Régime hybride            | Amérique latine et Caraïbes     | 6,07 | 6,07 | 6,05 | 5,88 | 5,88 | 5,81 | 5,81 | 5,92 | 5,92 | 5,86 | 5,60 | 5,26 | 4,97 | 4,62 | 4,68 | 4,47 |
| 102  | Turquie                          | Régime hybride            | Europe occidentale              | 5,70 | 5,69 | 5,73 | 5,73 | 5,76 | 5,63 | 5,12 | 5,12 | 5,04 | 4,88 | 4,37 | 4,09 | 4,48 | 4,35 | 4,35 | 4,33 |
| 103  | Sierra Leone                     | Régime hybride            | Afrique subsaharienne           | 3,57 | 4,11 | 4,51 | 4,51 | 4,71 | 4,64 | 4,56 | 4,55 | 4,55 | 4,66 | 4,66 | 4,86 | 4,86 | 4,97 | 5,03 | 4,32 |
| 104  | Nigeria                          | Régime hybride            | Afrique subsaharienne           | 3,52 | 3,53 | 3,47 | 3,83 | 3,77 | 3,77 | 3,76 | 4,62 | 4,50 | 4,44 | 4,44 | 4,12 | 4,10 | 4,11 | 4,23 | 4,23 |
| 105  | Côte d'Ivoire                    | Régime hybride            | Afrique subsaharienne           | 3,38 | 3,27 | 3,02 | 3,08 | 3,25 | 3,25 | 3,53 | 3,31 | 3,81 | 3,93 | 4,15 | 4,05 | 4,11 | 4,22 | 4,22 | 4,22 |
| 106  | Bolivie                          | Régime hybride            | Amérique latine et Caraïbes     | 5,98 | 6,15 | 5,92 | 5,84 | 5,84 | 5,79 | 5,79 | 5,75 | 5,63 | 5,49 | 5,70 | 4,84 | 5,08 | 4,65 | 4,51 | 4,20 |
| 107  | Angola                           | Régime hybride            | Afrique subsaharienne           | 2,41 | 3,35 | 3,32 | 3,32 | 3,35 | 3,35 | 3,35 | 3,35 | 3,40 | 3,62 | 3,62 | 3,72 | 3,66 | 3,37 | 3,96 | 4,18 |
| 108  | Mauritanie                       | Régime hybride            | Afrique subsaharienne           | 3,12 | 3,91 | 3,86 | 4,17 | 4,17 | 4,17 | 4,17 | 3,96 | 3,96 | 3,82 | 3,82 | 3,92 | 3,92 | 4,03 | 4,03 | 4,14 |
| 109  | Kirghizistan                     | Régime autoritaire        | Europe orientale                | 4,08 | 4,05 | 4,31 | 4,34 | 4,69 | 4,69 | 5,24 | 5,33 | 4,93 | 5,11 | 5,11 | 4,89 | 4,21 | 3,62 | 3,62 | 3,70 |
| 110  | Algérie                          | Régime autoritaire        | Moyen-Orient et Afrique du Nord | 3,17 | 3,32 | 3,44 | 3,44 | 3,83 | 3,83 | 3,83 | 3,95 | 3,56 | 3,56 | 3,50 | 4,01 | 3,77 | 3,77 | 3,66 | 3,66 |
| 111  | Qatar                            | Régime autoritaire        | Moyen-Orient et Afrique du Nord | 2,78 | 2,92 | 3,09 | 3,18 | 3,18 | 3,18 | 3,18 | 3,18 | 3,18 | 3,19 | 3,19 | 3,19 | 3,24 | 3,65 | 3,65 | 3,65 |
| 112  | Liban                            | Régime autoritaire        | Moyen-Orient et Afrique du Nord | 5,82 | 5,62 | 5,82 | 5,32 | 5,05 | 5,05 | 5,12 | 4,86 | 4,86 | 4,72 | 4,63 | 4,36 | 4,16 | 3,84 | 3,64 | 3,56 |
| 113  | Mozambique                       | Régime autoritaire        | Afrique subsaharienne           | 5,28 | 5,49 | 4,90 | 4,90 | 4,88 | 4,77 | 4,66 | 4,60 | 4,02 | 4,02 | 3,85 | 3,65 | 3,51 | 3,51 | 3,51 | 3,51 |
| 114  | Koweït                           | Régime autoritaire        | Moyen-Orient et Afrique du Nord | 3,09 | 3,39 | 3,88 | 3,74 | 3,78 | 3,78 | 3,78 | 3,85 | 3,85 | 3,85 | 3,85 | 3,93 | 3,80 | 3,91 | 3,83 | 3,50 |
| 115  | Palestine                        | Régime autoritaire        | Moyen-Orient et Afrique du Nord | 6,01 | 5,83 | 5,44 | 4,97 | 4,80 | 4,80 | 4,72 | 4,57 | 4,49 | 4,46 | 4,39 | 3,89 | 3,83 | 3,94 | 3,86 | 3,47 |
| 116  | Éthiopie                         | Régime autoritaire        | Afrique subsaharienne           | 4,72 | 4,52 | 3,68 | 3,79 | 3,72 | 3,83 | 3,72 | 3,83 | 3,60 | 3,42 | 3,35 | 3,44 | 3,38 | 3,30 | 3,17 | 3,37 |
| 117  | Rwanda                           | Régime autoritaire        | Afrique subsaharienne           | 3,82 | 3,71 | 3,25 | 3,25 | 3,36 | 3,38 | 3,25 | 3,07 | 3,07 | 3,19 | 3,35 | 3,16 | 3,10 | 3,10 | 3,10 | 3,30 |
| 118  | Pakistan                         | Régime autoritaire        | Asie et Océanie                 | 3,92 | 4,46 | 4,55 | 4,55 | 4,57 | 4,64 | 4,64 | 4,40 | 4,33 | 4,26 | 4,17 | 4,25 | 4,31 | 4,31 | 4,13 | 3,25 |
| 119  | Oman                             | Régime autoritaire        | Moyen-Orient et Afrique du Nord | 2,77 | 2,98 | 2,86 | 3,26 | 3,26 | 3,26 | 3,15 | 3,04 | 3,04 | 3,04 | 3,04 | 3,06 | 3,00 | 3,00 | 3,12 | 3,12 |
| 120  | Kazakhstan                       | Régime autoritaire        | Europe orientale                | 3,62 | 3,45 | 3,30 | 3,24 | 2,95 | 3,06 | 3,17 | 3,06 | 3,06 | 3,06 | 2,94 | 2,94 | 3,14 | 3,08 | 3,08 | 3,08 |
| 121  | Cambodge                         | Régime autoritaire        | Asie et Océanie                 | 4,77 | 4,87 | 4,87 | 4,87 | 4,96 | 4,60 | 4,78 | 4,27 | 4,27 | 3,63 | 3,59 | 3,53 | 3,10 | 2,90 | 3,18 | 3,05 |
| 122  | Comores                          | Régime autoritaire        | Afrique subsaharienne           | 3,90 | 3,58 | 3,41 | 3,52 | 3,52 | 3,52 | 3,52 | 3,71 | 3,71 | 3,71 | 3,71 | 3,15 | 3,09 | 3,20 | 3,20 | 3,04 |
| 122  | Jordanie                         | Régime autoritaire        | Moyen-Orient et Afrique du Nord | 3,92 | 3,93 | 3,74 | 3,89 | 3,76 | 3,76 | 3,76 | 3,86 | 3,96 | 3,87 | 3,93 | 3,93 | 3,62 | 3,49 | 3,17 | 3,04 |
| 122  | Zimbabwe                         | Régime autoritaire        | Afrique subsaharienne           | 2,62 | 2,53 | 2,64 | 2,68 | 2,67 | 2,67 | 2,78 | 3,05 | 3,05 | 3,16 | 3,16 | 3,16 | 3,16 | 2,92 | 2,92 | 3,04 |
| 125  | Émirats arabes unis              | Régime autoritaire        | Moyen-Orient et Afrique du Nord | 2,42 | 2,60 | 2,52 | 2,58 | 2,58 | 2,52 | 2,64 | 2,75 | 2,75 | 2,69 | 2,76 | 2,76 | 2,70 | 2,90 | 2,90 | 3,01 |
| 126  | Togo                             | Régime autoritaire        | Afrique subsaharienne           | 1,75 | 2,43 | 3,45 | 3,45 | 3,45 | 3,45 | 3,45 | 3,41 | 3,32 | 3,05 | 3,10 | 3,30 | 2,80 | 2,80 | 2,99 | 2,99 |
| 127  | Égypte                           | Régime autoritaire        | Moyen-Orient et Afrique du Nord | 3,90 | 3,89 | 3,07 | 3,95 | 4,56 | 3,27 | 3,16 | 3,18 | 3,31 | 3,36 | 3,36 | 3,06 | 2,93 | 2,93 | 2,93 | 2,93 |
| 128  | Irak                             | Régime autoritaire        | Moyen-Orient et Afrique du Nord | 4,01 | 4,00 | 4,00 | 4,03 | 4,10 | 4,10 | 4,23 | 4,08 | 4,08 | 4,09 | 4,06 | 3,74 | 3,62 | 3,51 | 3,13 | 2,88 |
| 129  | Haïti                            | Régime autoritaire        | Amérique latine et Caraïbes     | 4,19 | 4,19 | 4,00 | 4,00 | 3,96 | 3,94 | 3,82 | 3,94 | 4,02 | 4,03 | 4,91 | 4,57 | 4,22 | 3,48 | 2,81 | 2,81 |
| 130  | Azerbaïdjan                      | Régime autoritaire        | Europe orientale                | 3,31 | 3,19 | 3,15 | 3,15 | 3,15 | 3,06 | 2,83 | 2,71 | 2,65 | 2,65 | 2,65 | 2,75 | 2,68 | 2,68 | 2,87 | 2,80 |
| 131  | République du Congo              | Régime autoritaire        | Afrique subsaharienne           | 3,19 | 2,94 | 2,89 | 2,89 | 2,89 | 2,89 | 2,89 | 2,91 | 2,91 | 3,25 | 3,31 | 3,11 | 3,11 | 2,79 | 2,79 | 2,79 |
| 132  | Eswatini                         | Régime autoritaire        | Afrique subsaharienne           | 2,93 | 3,04 | 2,90 | 3,26 | 3,20 | 3,20 | 3,09 | 3,09 | 3,03 | 3,03 | 3,03 | 3,14 | 3,08 | 3,08 | 3,01 | 2,78 |
| 133  | Burkina Faso                     | Régime autoritaire        | Afrique subsaharienne           | 3,72 | 3,60 | 3,59 | 3,59 | 3,52 | 4,15 | 4,09 | 4,70 | 4,70 | 4,75 | 4,75 | 4,04 | 3,73 | 3,84 | 3,08 | 2,73 |
| 134  | Djibouti                         | Régime autoritaire        | Afrique subsaharienne           | 2,37 | 2,37 | 2,20 | 2,68 | 2,74 | 2,96 | 2,99 | 2,90 | 2,83 | 2,76 | 2,87 | 2,77 | 2,71 | 2,74 | 2,74 | 2,70 |
| 135  | Cuba                             | Régime autoritaire        | Amérique latine et Caraïbes     | 3,52 | 3,52 | 3,52 | 3,52 | 3,52 | 3,52 | 3,52 | 3,52 | 3,46 | 3,31 | 3,00 | 2,84 | 2,84 | 2,59 | 2,65 | 2,65 |
| 136  | Vietnam                          | Régime autoritaire        | Asie et Océanie                 | 2,75 | 2,53 | 2,94 | 2,96 | 2,89 | 3,29 | 3,41 | 3,53 | 3,38 | 3,08 | 3,08 | 3,08 | 2,94 | 2,94 | 2,73 | 2,62 |
| 137  | Mali                             | Régime autoritaire        | Afrique subsaharienne           | 5,99 | 5,87 | 6,01 | 6,36 | 5,12 | 5,90 | 5,79 | 5,70 | 5,70 | 5,64 | 5,41 | 4,92 | 3,93 | 3,48 | 3,23 | 2,58 |
| 138  | Cameroun                         | Régime autoritaire        | Afrique subsaharienne           | 3,27 | 3,46 | 3,41 | 3,41 | 3,44 | 3,41 | 3,41 | 3,66 | 3,46 | 3,61 | 3,28 | 2,85 | 2,77 | 2,56 | 2,56 | 2,56 |
| 139  | Bahreïn                          | Régime autoritaire        | Moyen-Orient et Afrique du Nord | 3,53 | 3,38 | 3,49 | 2,92 | 2,53 | 2,87 | 2,87 | 2,79 | 2,79 | 2,71 | 2,71 | 2,55 | 2,49 | 2,52 | 2,52 | 2,52 |
| 140  | Guinée-Bissau                    | Régime autoritaire        | Afrique subsaharienne           | 2,00 | 1,99 | 1,99 | 1,99 | 1,43 | 1,26 | 1,93 | 1,93 | 1,98 | 1,98 | 1,98 | 2,63 | 2,63 | 2,75 | 2,56 | 2,45 |
| 141  | Niger                            | Régime autoritaire        | Afrique subsaharienne           | 3,54 | 3,41 | 3,38 | 4,16 | 4,16 | 4,08 | 4,02 | 3,85 | 3,96 | 3,76 | 3,76 | 3,29 | 3,29 | 3,22 | 3,73 | 2,37 |
| 142  | Venezuela                        | Régime autoritaire        | Amérique latine et Caraïbes     | 5,42 | 5,34 | 5,18 | 5,08 | 5,15 | 5,07 | 5,07 | 5,00 | 4,68 | 3,87 | 3,16 | 2,88 | 2,76 | 2,11 | 2,23 | 2,31 |
| 143  | Nicaragua                        | Régime autoritaire        | Amérique latine et Caraïbes     | 5,68 | 6,07 | 5,73 | 5,56 | 5,56 | 5,46 | 5,32 | 5,26 | 4,81 | 4,66 | 3,63 | 3,55 | 3,60 | 2,69 | 2,50 | 2,26 |
| 144  | Russie                           | Régime autoritaire        | Europe orientale                | 5,02 | 4,48 | 4,26 | 3,92 | 3,74 | 3,59 | 3,39 | 3,31 | 3,24 | 3,17 | 2,94 | 3,11 | 3,31 | 3,24 | 2,28 | 2,22 |
| 145  | Guinée                           | Régime autoritaire        | Afrique subsaharienne           | 2,02 | 2,09 | 2,79 | 2,79 | 2,79 | 2,84 | 3,01 | 3,14 | 3,14 | 3,14 | 3,14 | 3,14 | 3,08 | 2,28 | 2,32 | 2,21 |
| 146  | Gabon                            | Régime autoritaire        | Afrique subsaharienne           | 2,72 | 3,00 | 3,29 | 3,48 | 3,56 | 3,76 | 3,76 | 3,76 | 3,74 | 3,61 | 3,61 | 3,61 | 3,54 | 3,40 | 3,40 | 2,18 |
| 147  | Burundi                          | Régime autoritaire        | Afrique subsaharienne           | 4,51 | 4,51 | 4,01 | 4,01 | 3,60 | 3,41 | 3,33 | 2,49 | 2,40 | 2,33 | 2,33 | 2,15 | 2,14 | 2,13 | 2,13 | 2,13 |
| 148  | Chine                            | Régime autoritaire        | Asie et Océanie                 | 2,97 | 3,04 | 3,14 | 3,14 | 3,00 | 3,00 | 3,00 | 3,14 | 3,14 | 3,10 | 3,32 | 2,26 | 2,27 | 2,21 | 1,94 | 2,12 |
| 148  | Ouzbékistan                      | Régime autoritaire        | Europe orientale                | 1,85 | 1,74 | 1,74 | 1,74 | 1,72 | 1,72 | 2,45 | 1,95 | 1,95 | 1,95 | 2,01 | 2,01 | 2,12 | 2,12 | 2,12 | 2,12 |
| 150  | Arabie saoudite                  | Régime autoritaire        | Moyen-Orient et Afrique du Nord | 1,92 | 1,90 | 1,84 | 1,77 | 1,71 | 1,82 | 1,82 | 1,93 | 1,93 | 1,93 | 1,93 | 1,93 | 2,08 | 2,08 | 2,08 | 2,08 |
| 151  | Biélorussie                      | Régime autoritaire        | Europe orientale                | 3,34 | 3,34 | 3,34 | 3,16 | 3,04 | 3,04 | 3,69 | 3,62 | 3,54 | 3,13 | 3,13 | 2,48 | 2,59 | 2,41 | 1,99 | 1,99 |
| 152  | Érythrée                         | Régime autoritaire        | Afrique subsaharienne           | 2,31 | 2,31 | 2,31 | 2,34 | 2,40 | 2,40 | 2,44 | 2,37 | 2,37 | 2,37 | 2,37 | 2,37 | 2,15 | 2,03 | 2,03 | 1,97 |
| 153  | Iran                             | Régime autoritaire        | Moyen-Orient et Afrique du Nord | 2,93 | 2,83 | 1,94 | 1,98 | 1,98 | 1,98 | 1,98 | 2,16 | 2,34 | 2,45 | 2,45 | 2,38 | 2,20 | 1,95 | 1,96 | 1,96 |
| 154  | Yémen                            | Régime autoritaire        | Moyen-Orient et Afrique du Nord | 2,98 | 2,95 | 2,64 | 2,57 | 3,12 | 2,79 | 2,79 | 2,24 | 2,07 | 2,07 | 1,95 | 1,95 | 1,95 | 1,95 | 1,95 | 1,95 |
| 155  | Tadjikistan                      | Régime autoritaire        | Europe orientale                | 2,45 | 2,45 | 2,51 | 2,51 | 2,51 | 2,51 | 2,37 | 1,95 | 1,89 | 1,93 | 1,93 | 1,93 | 1,94 | 1,94 | 1,94 | 1,94 |
| 156  | Guinée équatoriale               | Régime autoritaire        | Afrique subsaharienne           | 2,09 | 2,19 | 1,84 | 1,77 | 1,83 | 1,77 | 1,66 | 1,77 | 1,70 | 1,81 | 1,92 | 1,92 | 1,92 | 1,92 | 1,92 | 1,92 |
| 157  | Libye                            | Régime autoritaire        | Moyen-Orient et Afrique du Nord | 1,84 | 2,00 | 1,94 | 3,55 | 5,15 | 4,82 | 3,80 | 2,25 | 2,25 | 2,32 | 2,19 | 2,02 | 1,95 | 1,95 | 2,06 | 1,78 |
| 158  | Soudan                           | Régime autoritaire        | Moyen-Orient et Afrique du Nord | 2,90 | 2,81 | 2,42 | 2,38 | 2,38 | 2,54 | 2,54 | 2,37 | 2,37 | 2,15 | 2,15 | 2,70 | 2,54 | 2,47 | 2,47 | 1,76 |
| 159  | Laos                             | Régime autoritaire        | Asie et Océanie                 | 2,10 | 2,10 | 2,10 | 2,10 | 2,32 | 2,21 | 2,21 | 2,21 | 2,37 | 2,37 | 2,37 | 2,14 | 1,77 | 1,77 | 1,77 | 1,71 |
| 160  | République démocratique du Congo | Régime autoritaire        | Afrique subsaharienne           | 2,76 | 2,28 | 2,15 | 2,15 | 1,92 | 1,83 | 1,75 | 2,11 | 1,93 | 1,61 | 1,49 | 1,13 | 1,13 | 1,40 | 1,48 | 1,68 |
| 161  | Tchad                            | Régime autoritaire        | Afrique subsaharienne           | 1,65 | 1,52 | 1,52 | 1,62 | 1,62 | 1,50 | 1,50 | 1,50 | 1,50 | 1,50 | 1,61 | 1,61 | 1,55 | 1,67 | 1,67 | 1,67 |
| 162  | Turkménistan                     | Régime autoritaire        | Europe orientale                | 1,83 | 1,72 | 1,72 | 1,72 | 1,72 | 1,72 | 1,83 | 1,83 | 1,83 | 1,72 | 1,72 | 1,72 | 1,72 | 1,66 | 1,66 | 1,66 |
| 163  | Syrie                            | Régime autoritaire        | Moyen-Orient et Afrique du Nord | 2,36 | 2,18 | 2,31 | 1,99 | 1,63 | 1,86 | 1,74 | 1,43 | 1,43 | 1,43 | 1,43 | 1,43 | 1,43 | 1,43 | 1,43 | 1,43 |
| 164  | République centrafricaine        | Régime autoritaire        | Afrique subsaharienne           | 1,61 | 1,86 | 1,82 | 1,82 | 1,99 | 1,49 | 1,49 | 1,57 | 1,61 | 1,52 | 1,52 | 1,32 | 1,32 | 1,43 | 1,35 | 1,18 |
| 165  | Corée du Nord                    | Régime autoritaire        | Asie et Océanie                 | 1,03 | 0,86 | 1,08 | 1,08 | 1,08 | 1,08 | 1,08 | 1,08 | 1,08 | 1,08 | 1,08 | 1,08 | 1,08 | 1,08 | 1,08 | 1,08 |
| 166  | Birmanie                         | Régime autoritaire        | Asie et Océanie                 | 1,77 | 1,77 | 1,77 | 1,77 | 2,35 | 2,76 | 3,05 | 4,14 | 4,20 | 3,83 | 3,83 | 3,55 | 3,04 | 1,02 | 0,74 | 0,85 |
| 167  | Afghanistan                      | Régime autoritaire        | Asie et Océanie                 | 3,06 | 3,02 | 2,48 | 2,48 | 2,48 | 2,48 | 2,77 | 2,77 | 2,55 | 2,55 | 2,97 | 2,85 | 2,85 | 0,32 | 0,32 | 0,26 |

## Évaluation par pays
[Quand ?]
| Rang | Pays                             | Type de régime            | Score | Évolution du score | Processus électoral et pluralisme | Fonctionnement du gouvernement | Participation politique | Culture politique | Libertés civiles |
| ---- | -------------------------------- | ------------------------- | ----- | ------------------ | --------------------------------- | ------------------------------ | ----------------------- | ----------------- | ---------------- |
| 1    | Norvège                          | Démocratie à part entière | 9,81  | 0,06               | 10,00                             | 9,64                           | 10,00                   | 10,00             | 9,41             |
| 2    | Nouvelle-Zélande                 | Démocratie à part entière | 9,61  | 0,24               | 10,00                             | 9,29                           | 10,00                   | 8,75              | 10,00            |
| 3    | Islande                          | Démocratie à part entière | 9,52  | 0,34               | 10,00                             | 9,64                           | 8,89                    | 9,38              | 9,71             |
| 4    | Suède                            | Démocratie à part entière | 9,39  | 0,13               | 9,58                              | 9,64                           | 8,33                    | 10,00             | 9,41             |
| 5    | Finlande                         | Démocratie à part entière | 9,29  | 0,02               | 10,00                             | 9,64                           | 8,33                    | 8,75              | 9,71             |
| 6    | Danemark                         | Démocratie à part entière | 9,28  | 0,19               | 10,00                             | 9,29                           | 8,33                    | 9,38              | 9,41             |
| 7    | Suisse                           | Démocratie à part entière | 9,14  | 0,24               | 9,58                              | 9,29                           | 8,33                    | 9,38              | 9,12             |
| 8    | Irlande                          | Démocratie à part entière | 9,13  | 0,13               | 10,00                             | 8,21                           | 8,33                    | 10,00             | 9,12             |
| 9    | Pays-Bas                         | Démocratie à part entière | 9,00  | 0,12               | 9,58                              | 8,93                           | 8,33                    | 8,75              | 9,41             |
| 10   | Taïwan                           | Démocratie à part entière | 8,99  | Stable             | 10,00                             | 9,64                           | 7,78                    | 8,13              | 9,41             |
| 11   | Uruguay                          | Démocratie à part entière | 8,91  | 0,06               | 10,00                             | 8,93                           | 7,78                    | 8,13              | 9,71             |
| 12   | Canada                           | Démocratie à part entière | 8,88  | 0,01               | 10,00                             | 8,57                           | 8,89                    | 8,13              | 8,82             |
| 13   | Luxembourg                       | Démocratie à part entière | 8,81  | 0,13               | 10,00                             | 8,93                           | 6,67                    | 8,75              | 9,71             |
| 14   | Allemagne                        | Démocratie à part entière | 8,80  | 0,13               | 9,58                              | 8,57                           | 8,33                    | 8,13              | 9,41             |
| 15   | Australie                        | Démocratie à part entière | 8,71  | 0,19               | 10,00                             | 8,57                           | 7,78                    | 7,50              | 9,71             |
| 16   | Japon                            | Démocratie à part entière | 8,33  | 0,18               | 9,17                              | 8,57                           | 6,67                    | 8,13              | 9,12             |
| 17   | Costa Rica                       | Démocratie à part entière | 8,29  | 0,22               | 9,58                              | 7,50                           | 7,78                    | 6,88              | 9,71             |
| 18   | Royaume-Uni                      | Démocratie à part entière | 8,28  | 0,18               | 9,58                              | 7,50                           | 8,33                    | 6,88              | 9,12             |
| 19   | Chili                            | Démocratie à part entière | 8,22  | 0,30               | 9,58                              | 8,21                           | 6,67                    | 7,50              | 9,12             |
| 20   | Autriche                         | Démocratie à part entière | 8,20  | 0,13               | 9,58                              | 7,14                           | 8,89                    | 6,88              | 8,53             |
| 21   | Maurice                          | Démocratie à part entière | 8,14  | 0,06               | 9,17                              | 7,86                           | 6,11                    | 8,75              | 8,82             |
| 22   | Espagne                          | Démocratie à part entière | 8,07  | 0,13               | 9,58                              | 7,50                           | 7,22                    | 7,50              | 8,53             |
| 23   | France                           | Démocratie à part entière | 8,07  | 0,08               | 9,58                              | 7,86                           | 7,78                    | 6,88              | 8,24             |
| 24   | Corée du Sud                     | Démocratie à part entière | 8,03  | 0,13               | 9,58                              | 8,57                           | 7,22                    | 6,25              | 8,53             |
| 25   | Tchéquie                         | Démocratie imparfaite     | 7,97  | 0,23               | 9,58                              | 6,43                           | 7,22                    | 7,50              | 9,12             |
| 25   | Grèce                            | Démocratie imparfaite     | 7,97  | 0,41               | 10,00                             | 7,14                           | 6,67                    | 7,50              | 8,53             |
| 27   | Estonie                          | Démocratie imparfaite     | 7,96  | 0,12               | 9,58                              | 7,86                           | 6,67                    | 6,88              | 8,82             |
| 28   | Portugal                         | Démocratie imparfaite     | 7,95  | 0,13               | 9,58                              | 7,50                           | 6,67                    | 6,88              | 9,12             |
| 29   | Israël                           | Démocratie imparfaite     | 7,93  | 0,04               | 9,58                              | 7,86                           | 9,44                    | 6,88              | 5,88             |
| 30   | États-Unis                       | Démocratie imparfaite     | 7,85  | Stable             | 9,17                              | 6,43                           | 8,89                    | 6,25              | 8,53             |
| 31   | Slovénie                         | Démocratie imparfaite     | 7,75  | 0,21               | 9,58                              | 7,14                           | 7,22                    | 6,25              | 8,53             |
| 32   | Botswana                         | Démocratie imparfaite     | 7,73  | Stable             | 9,17                              | 6,79                           | 6,67                    | 7,50              | 8,53             |
| 33   | Malte                            | Démocratie imparfaite     | 7,70  | 0,13               | 9,17                              | 7,14                           | 5,56                    | 8,13              | 8,53             |
| 34   | Italie                           | Démocratie imparfaite     | 7,69  | 0,01               | 9,58                              | 6,79                           | 7,22                    | 7,50              | 7,35             |
| 35   | Cap-Vert                         | Démocratie imparfaite     | 7,65  | Stable             | 9,17                              | 7,00                           | 6,67                    | 6,88              | 8,53             |
| 36   | Belgique                         | Démocratie imparfaite     | 7,64  | 0,13               | 9,58                              | 8,21                           | 5,00                    | 6,88              | 8,53             |
| 37   | Chypre                           | Démocratie imparfaite     | 7,38  | 0,05               | 9,17                              | 5,36                           | 6,67                    | 6,88              | 8,82             |
| 38   | Lettonie                         | Démocratie imparfaite     | 7,37  | 0,06               | 9,58                              | 6,07                           | 6,11                    | 6,25              | 8,82             |
| 39   | Lituanie                         | Démocratie imparfaite     | 7,31  | 0,13               | 9,58                              | 6,43                           | 6,11                    | 5,63              | 8,82             |
| 40   | Malaisie                         | Démocratie imparfaite     | 7,30  | 0,06               | 9,58                              | 7,86                           | 7,22                    | 6,25              | 5,59             |
| 41   | Trinité-et-Tobago                | Démocratie imparfaite     | 7,16  | Stable             | 9,58                              | 7,14                           | 6,11                    | 5,63              | 7,35             |
| 42   | Jamaïque                         | Démocratie imparfaite     | 7,13  | Stable             | 8,75                              | 7,14                           | 5,00                    | 6,25              | 8,53             |
| 43   | Slovaquie                        | Démocratie imparfaite     | 7,07  | 0,04               | 9,58                              | 6,07                           | 5,56                    | 5,63              | 8,53             |
| 44   | Timor oriental                   | Démocratie imparfaite     | 7,06  | Stable             | 9,58                              | 5,93                           | 5,56                    | 6,88              | 7,35             |
| 45   | Afrique du Sud                   | Démocratie imparfaite     | 7,05  | Stable             | 7,42                              | 7,14                           | 8,33                    | 5,00              | 7,35             |
| 46   | Inde                             | Démocratie imparfaite     | 7,04  | 0,13               | 8,67                              | 7,50                           | 7,22                    | 5,63              | 6,18             |
| 46   | Pologne                          | Démocratie imparfaite     | 7,04  | 0,24               | 9,17                              | 6,07                           | 6,67                    | 6,25              | 7,06             |
| 48   | Suriname                         | Démocratie imparfaite     | 6,95  | 0,13               | 9,58                              | 6,43                           | 6,11                    | 5,00              | 7,65             |
| 49   | Panama                           | Démocratie imparfaite     | 6,91  | 0,06               | 9,58                              | 6,07                           | 7,22                    | 3,75              | 7,94             |
| 50   | Argentine                        | Démocratie imparfaite     | 6,85  | 0,04               | 9,17                              | 5,00                           | 7,78                    | 4,38              | 7,94             |
| 51   | Brésil                           | Démocratie imparfaite     | 6,78  | 0,08               | 9,58                              | 5,00                           | 6,67                    | 5,00              | 7,65             |
| 52   | Philippines                      | Démocratie imparfaite     | 6,73  | 0,11               | 9,17                              | 5,00                           | 7,78                    | 4,38              | 7,35             |
| 53   | Colombie                         | Démocratie imparfaite     | 6,72  | 0,24               | 9,17                              | 6,07                           | 6,67                    | 3,75              | 7,94             |
| 54   | Indonésie                        | Démocratie imparfaite     | 6,71  | Stable             | 7,92                              | 7,86                           | 7,22                    | 4,38              | 6,18             |
| 55   | Thaïlande                        | Démocratie imparfaite     | 6,67  | 0,63               | 7,42                              | 6,07                           | 8,33                    | 5,63              | 5,88             |
| 56   | Hongrie                          | Démocratie imparfaite     | 6,64  | 0,14               | 8,33                              | 6,79                           | 4,44                    | 6,88              | 6,76             |
| 57   | Bulgarie                         | Démocratie imparfaite     | 6,53  | 0,11               | 9,17                              | 5,36                           | 6,11                    | 4,38              | 7,65             |
| 58   | Namibie                          | Démocratie imparfaite     | 6,52  | Stable             | 7,00                              | 5,36                           | 6,67                    | 5,63              | 7,94             |
| 59   | Croatie                          | Démocratie imparfaite     | 6,50  | Stable             | 9,17                              | 6,07                           | 6,11                    | 4,38              | 6,76             |
| 60   | Sri Lanka                        | Démocratie imparfaite     | 6,47  | 0,33               | 7,00                              | 5,71                           | 7,22                    | 6,25              | 6,18             |
| 61   | Monténégro                       | Démocratie imparfaite     | 6,45  | 0,43               | 7,42                              | 6,79                           | 7,22                    | 3,75              | 7,06             |
| 61   | Roumanie                         | Démocratie imparfaite     | 6,45  | 0,02               | 9,17                              | 6,43                           | 5,56                    | 3,75              | 7,35             |
| 63   | Ghana                            | Démocratie imparfaite     | 6,43  | 0,07               | 8,33                              | 5,00                           | 6,67                    | 6,25              | 5,88             |
| 64   | Albanie                          | Démocratie imparfaite     | 6,41  | 0,30               | 7,00                              | 6,43                           | 5,00                    | 6,25              | 7,35             |
| 65   | République dominicaine           | Démocratie imparfaite     | 6,39  | 0,06               | 9,17                              | 5,36                           | 7,22                    | 3,13              | 7,06             |
| 66   | Mongolie                         | Démocratie imparfaite     | 6,35  | 0,07               | 8,75                              | 5,36                           | 6,11                    | 5,63              | 5,88             |
| 67   | Guyana                           | Démocratie imparfaite     | 6,34  | 0,08               | 6,92                              | 6,07                           | 6,67                    | 5,00              | 7,06             |
| 68   | Serbie                           | Démocratie imparfaite     | 6,33  | 0,03               | 7,83                              | 6,07                           | 6,67                    | 3,75              | 7,35             |
| 69   | Moldavie                         | Démocratie imparfaite     | 6,23  | 0,13               | 7,42                              | 5,36                           | 7,22                    | 4,38              | 6,76             |
| 70   | Singapour                        | Démocratie imparfaite     | 6,22  | 0,01               | 4,83                              | 7,86                           | 4,44                    | 7,50              | 6,47             |
| 71   | Lesotho                          | Démocratie imparfaite     | 6,19  | 0,11               | 9,17                              | 4,14                           | 5,56                    | 5,63              | 6,47             |
| 72   | Macédoine du Nord                | Démocratie imparfaite     | 6,10  | 0,07               | 7,83                              | 6,07                           | 6,11                    | 3,13              | 7,35             |
| 73   | Bangladesh                       | Régime hybride            | 5,99  | Stable             | 7,42                              | 6,07                           | 5,56                    | 5,63              | 5,29             |
| 74   | Papouasie-Nouvelle-Guinée        | Régime hybride            | 5,97  | 0,13               | 6,92                              | 6,07                           | 3,89                    | 5,63              | 7,35             |
| 75   | Pérou                            | Régime hybride            | 5,92  | 0,17               | 8,75                              | 5,71                           | 5,56                    | 3,13              | 6,47             |
| 76   | Malawi                           | Régime hybride            | 5,91  | 0,17               | 7,00                              | 4,29                           | 5,56                    | 6,25              | 6,47             |
| 77   | Paraguay                         | Régime hybride            | 5,89  | 0,03               | 8,75                              | 5,36                           | 6,11                    | 1,88              | 7,35             |
| 78   | Zambie                           | Régime hybride            | 5,80  | 0,08               | 7,92                              | 3,64                           | 5,00                    | 6,88              | 5,59             |
| 79   | Sénégal                          | Régime hybride            | 5,72  | 0,19               | 6,58                              | 5,71                           | 4,44                    | 6,25              | 5,59             |
| 80   | Madagascar                       | Régime hybride            | 5,70  | Stable             | 7,92                              | 3,57                           | 6,67                    | 5,63              | 4,71             |
| 81   | Équateur                         | Régime hybride            | 5,69  | 0,02               | 8,75                              | 5,00                           | 6,67                    | 1,88              | 6,18             |
| 82   | Arménie                          | Régime hybride            | 5,63  | 0,14               | 7,92                              | 5,71                           | 6,11                    | 3,13              | 5,29             |
| 83   | Fidji                            | Régime hybride            | 5,55  | 0,05               | 6,58                              | 5,00                           | 5,56                    | 5,63              | 5,00             |
| 84   | Bhoutan                          | Régime hybride            | 5,54  | 0,16               | 8,75                              | 5,93                           | 3,33                    | 5,00              | 4,71             |
| 85   | Tunisie                          | Régime hybride            | 5,51  | 0,48               | 6,17                              | 4,64                           | 6,11                    | 5,63              | 5,00             |
| 86   | Liberia                          | Régime hybride            | 5,43  | Stable             | 7,42                              | 2,71                           | 6,11                    | 5,63              | 5,29             |
| 87   | Ukraine                          | Régime hybride            | 5,42  | 0,15               | 6,50                              | 2,71                           | 7,22                    | 6,25              | 4,41             |
| 88   | Hong Kong                        | Régime hybride            | 5,28  | 0,32               | 2,75                              | 3,29                           | 5,56                    | 6,88              | 7,94             |
| 89   | Mexique                          | Régime hybride            | 5,25  | 0,32               | 6,92                              | 4,64                           | 7,22                    | 1,88              | 5,59             |
| 90   | Géorgie                          | Régime hybride            | 5,20  | 0,08               | 7,00                              | 3,57                           | 6,11                    | 3,75              | 5,59             |
| 91   | Honduras                         | Régime hybride            | 5,15  | 0,05               | 8,75                              | 3,93                           | 5,00                    | 2,50              | 5,59             |
| 92   | Tanzanie                         | Régime hybride            | 5,10  | Stable             | 4,83                              | 5,00                           | 5,00                    | 6,25              | 4,41             |
| 93   | Salvador                         | Régime hybride            | 5,06  | 0,66               | 8,33                              | 3,57                           | 5,56                    | 3,13              | 4,71             |
| 94   | Kenya                            | Régime hybride            | 5,05  | Stable             | 3,50                              | 5,36                           | 6,67                    | 5,63              | 4,12             |
| 95   | Maroc                            | Régime hybride            | 5,04  | Stable             | 5,25                              | 4,64                           | 5,56                    | 5,63              | 4,12             |
| 96   | Sierra Leone                     | Régime hybride            | 5,03  | 0,06               | 6,58                              | 2,86                           | 4,44                    | 6,25              | 5,00             |
| 97   | Bosnie-Herzégovine               | Régime hybride            | 5,00  | 0,04               | 7,00                              | 4,00                           | 5,00                    | 3,13              | 5,88             |
| 98   | Guatemala                        | Régime hybride            | 4,68  | 0,06               | 6,92                              | 3,93                           | 3,89                    | 2,50              | 6,18             |
| 99   | Ouganda                          | Régime hybride            | 4,55  | 0,07               | 3,42                              | 3,57                           | 3,89                    | 6,88              | 5,00             |
| 100  | Bolivie                          | Régime hybride            | 4,51  | 0,14               | 4,75                              | 4,29                           | 6,67                    | 1,25              | 5,59             |
| 101  | Népal                            | Régime hybride            | 4,49  | 0,08               | 4,83                              | 5,36                           | 4,44                    | 2,50              | 5,29             |
| 102  | Gambie                           | Régime hybride            | 4,47  | 0,06               | 4,42                              | 4,29                           | 3,89                    | 5,63              | 4,12             |
| 103  | Turquie                          | Régime hybride            | 4,35  | Stable             | 3,50                              | 5,00                           | 5,56                    | 5,63              | 2,06             |
| 104  | Bénin                            | Régime hybride            | 4,28  | 0,09               | 1,67                              | 5,71                           | 3,33                    | 6,25              | 4,41             |
| 105  | Nigeria                          | Régime hybride            | 4,23  | 0,12               | 5,17                              | 3,93                           | 3,89                    | 3,75              | 4,41             |
| 106  | Côte d'Ivoire                    | Régime hybride            | 4,22  | Stable             | 4,33                              | 2,86                           | 4,44                    | 5,63              | 3,82             |
| 107  | Pakistan                         | Régime hybride            | 4,13  | 0,18               | 5,67                              | 5,00                           | 2,78                    | 2,50              | 4,71             |
| 108  | Mauritanie                       | Régime hybride            | 4,03  | Stable             | 3,50                              | 3,57                           | 5,56                    | 3,13              | 4,41             |
| 109  | Angola                           | Régime autoritaire        | 3,96  | 0,59               | 4,50                              | 3,21                           | 4,44                    | 5,00              | 2,65             |
| 110  | Palestine                        | Régime autoritaire        | 3,86  | 0,08               | 2,92                              | 0,14                           | 8,33                    | 4,38              | 3,53             |
| 111  | Koweït                           | Régime autoritaire        | 3,83  | 0,08               | 3,17                              | 3,93                           | 4,44                    | 4,38              | 3,24             |
| 112  | Niger                            | Régime autoritaire        | 3,73  | 0,51               | 2,92                              | 1,50                           | 3,89                    | 5,63              | 4,71             |
| 113  | Algérie                          | Régime autoritaire        | 3,66  | 0,11               | 3,08                              | 2,50                           | 3,89                    | 5,00              | 3,82             |
| 114  | Qatar                            | Régime autoritaire        | 3,65  | Stable             | 1,50                              | 4,29                           | 3,33                    | 5,63              | 3,53             |
| 115  | Liban                            | Régime autoritaire        | 3,64  | 0,20               | 3,50                              | 0,79                           | 6,67                    | 3,13              | 4,12             |
| 116  | Kirghizistan                     | Régime autoritaire        | 3,62  | Stable             | 4,33                              | 1,50                           | 4,44                    | 3,13              | 4,71             |
| 117  | Mozambique                       | Régime autoritaire        | 3,51  | Stable             | 2,58                              | 1,43                           | 5,00                    | 5,00              | 3,53             |
| 118  | Gabon                            | Régime autoritaire        | 3,40  | Stable             | 2,17                              | 1,86                           | 4,44                    | 5,00              | 3,53             |
| 119  | Mali                             | Régime autoritaire        | 3,23  | 0,25               | 1,17                              | 0,00                           | 5,56                    | 5,63              | 3,82             |
| 120  | Comores                          | Régime autoritaire        | 3,20  | Stable             | 2,08                              | 2,21                           | 4,44                    | 3,75              | 3,53             |
| 121  | Cambodge                         | Régime autoritaire        | 3,18  | 0,28               | 0,00                              | 3,21                           | 5,00                    | 5,63              | 2,06             |
| 122  | Éthiopie                         | Régime autoritaire        | 3,17  | 0,13               | 0,42                              | 2,86                           | 6,11                    | 5,00              | 1,47             |
| 122  | Jordanie                         | Régime autoritaire        | 3,17  | 0,32               | 2,67                              | 3,21                           | 3,89                    | 3,13              | 2,94             |
| 124  | Irak                             | Régime autoritaire        | 3,13  | 0,38               | 5,25                              | 0,00                           | 6,11                    | 3,13              | 1,18             |
| 125  | Oman                             | Régime autoritaire        | 3,12  | 0,12               | 0,08                              | 3,93                           | 2,78                    | 5,00              | 3,82             |
| 126  | Rwanda                           | Régime autoritaire        | 3,10  | Stable             | 1,42                              | 4,29                           | 2,78                    | 4,38              | 2,65             |
| 127  | Burkina Faso                     | Régime autoritaire        | 3,08  | 0,76               | 0,00                              | 2,50                           | 5,00                    | 4,38              | 3,53             |
| 127  | Kazakhstan                       | Régime autoritaire        | 3,08  | Stable             | 0,50                              | 3,21                           | 5,00                    | 3,75              | 2,94             |
| 129  | Eswatini                         | Régime autoritaire        | 3,01  | 0,07               | 0,92                              | 2,50                           | 2,78                    | 5,63              | 3,24             |
| 130  | Togo                             | Régime autoritaire        | 2,99  | 0,19               | 0,92                              | 2,14                           | 3,33                    | 5,63              | 2,94             |
| 131  | Égypte                           | Régime autoritaire        | 2,93  | Stable             | 1,33                              | 3,21                           | 3,33                    | 5,00              | 1,76             |
| 132  | Zimbabwe                         | Régime autoritaire        | 2,92  | Stable             | 0,00                              | 2,50                           | 3,89                    | 5,00              | 3,24             |
| 133  | Émirats arabes unis              | Régime autoritaire        | 2,90  | Stable             | 0,00                              | 4,29                           | 2,22                    | 5,63              | 2,35             |
| 134  | Azerbaïdjan                      | Régime autoritaire        | 2,87  | 0,19               | 0,50                              | 2,86                           | 3,33                    | 5,00              | 2,65             |
| 135  | Haïti                            | Régime autoritaire        | 2,81  | 0,67               | 0,00                              | 0,00                           | 2,78                    | 6,25              | 5,00             |
| 136  | République du Congo              | Régime autoritaire        | 2,79  | Stable             | 0,00                              | 2,50                           | 4,44                    | 3,75              | 3,24             |
| 137  | Djibouti                         | Régime autoritaire        | 2,74  | Stable             | 0,00                              | 1,29                           | 4,44                    | 5,63              | 2,35             |
| 138  | Vietnam                          | Régime autoritaire        | 2,73  | 0,21               | 0,00                              | 3,93                           | 3,33                    | 3,75              | 2,65             |
| 139  | Cuba                             | Régime autoritaire        | 2,65  | 0,06               | 0,00                              | 3,21                           | 3,33                    | 3,75              | 2,94             |
| 140  | Cameroun                         | Régime autoritaire        | 2,56  | Stable             | 0,33                              | 2,14                           | 3,89                    | 4,38              | 2,06             |
| 141  | Guinée-Bissau                    | Régime autoritaire        | 2,56  | 0,19               | 4,00                              | 0,00                           | 3,33                    | 3,13              | 2,35             |
| 142  | Bahreïn                          | Régime autoritaire        | 2,52  | Stable             | 0,42                              | 2,71                           | 3,33                    | 4,38              | 1,76             |
| 143  | Nicaragua                        | Régime autoritaire        | 2,50  | 0,09               | 0,00                              | 2,14                           | 3,33                    | 4,38              | 2,65             |
| 144  | Soudan                           | Régime autoritaire        | 2,47  | Stable             | 0,00                              | 1,43                           | 4,44                    | 5,00              | 1,47             |
| 145  | Guinée                           | Régime autoritaire        | 2,32  | 0,04               | 0,83                              | 0,43                           | 3,33                    | 4,38              | 2,65             |
| 146  | Russie                           | Régime autoritaire        | 2,28  | 0,96               | 0,92                              | 2,14                           | 2,22                    | 3,75              | 2,35             |
| 147  | Venezuela                        | Régime autoritaire        | 2,23  | 0,12               | 0,00                              | 1,07                           | 5,56                    | 1,88              | 2,65             |
| 148  | Burundi                          | Régime autoritaire        | 2,13  | Stable             | 0,00                              | 0,00                           | 3,89                    | 5,00              | 1,76             |
| 149  | Ouzbékistan                      | Régime autoritaire        | 2,12  | Stable             | 0,08                              | 1,86                           | 2,78                    | 5,00              | 0,88             |
| 150  | Arabie saoudite                  | Régime autoritaire        | 2,08  | Stable             | 0,00                              | 3,57                           | 2,22                    | 3,13              | 1,47             |
| 151  | Libye                            | Régime autoritaire        | 2,06  | 0,11               | 0,00                              | 0,00                           | 3,89                    | 3,75              | 2,65             |
| 152  | Érythrée                         | Régime autoritaire        | 2,03  | Stable             | 0,00                              | 2,14                           | 0,56                    | 6,88              | 0,59             |
| 153  | Biélorussie                      | Régime autoritaire        | 1,99  | 0,42               | 0,00                              | 0,79                           | 3,33                    | 4,38              | 1,47             |
| 154  | Iran                             | Régime autoritaire        | 1,96  | 0,01               | 0,00                              | 2,50                           | 3,33                    | 2,50              | 1,47             |
| 155  | Yémen                            | Régime autoritaire        | 1,95  | Stable             | 0,00                              | 0,00                           | 3,89                    | 5,00              | 0,88             |
| 156  | Chine                            | Régime autoritaire        | 1,94  | 0,27               | 0,00                              | 3,21                           | 2,78                    | 3,13              | 0,59             |
| 156  | Tadjikistan                      | Régime autoritaire        | 1,94  | Stable             | 0,00                              | 2,21                           | 2,22                    | 4,38              | 0,88             |
| 158  | Guinée équatoriale               | Régime autoritaire        | 1,92  | Stable             | 0,00                              | 0,43                           | 3,33                    | 4,38              | 1,47             |
| 159  | Laos                             | Régime autoritaire        | 1,77  | Stable             | 0,00                              | 2,86                           | 1,67                    | 3,75              | 0,59             |
| 160  | Tchad                            | Régime autoritaire        | 1,67  | Stable             | 0,00                              | 0,00                           | 2,22                    | 3,75              | 2,35             |
| 161  | Turkménistan                     | Régime autoritaire        | 1,66  | Stable             | 0,00                              | 0,79                           | 2,22                    | 5,00              | 0,29             |
| 162  | République démocratique du Congo | Régime autoritaire        | 1,48  | 0,08               | 1,17                              | 0,00                           | 2,22                    | 3,13              | 0,88             |
| 163  | Syrie                            | Régime autoritaire        | 1,43  | Stable             | 0,00                              | 0,00                           | 2,78                    | 4,38              | 0,00             |
| 164  | République centrafricaine        | Régime autoritaire        | 1,35  | 0,08               | 0,83                              | 0,00                           | 1,67                    | 1,88              | 2,35             |
| 165  | Corée du Nord                    | Régime autoritaire        | 1,08  | Stable             | 0,00                              | 2,50                           | 1,67                    | 1,25              | 0,00             |
| 166  | Birmanie                         | Régime autoritaire        | 0,74  | 0,28               | 0,00                              | 0,00                           | 0,56                    | 3,13              | 0,00             |
| 167  | Afghanistan                      | Régime autoritaire        | 0,32  | Stable             | 0,00                              | 0,07                           | 0,00                    | 1,25              | 0,29             |

## Liste des pays et territoires dont l'indice de démocratie n'est pas calculé

### Membres des Nations unies
- Andorre
- Antigua-et-Barbuda
- Bahamas
- Barbade
- Belize
- Brunei
- Dominique
- Grenade
- Îles Marshall
- Kiribati
- Liechtenstein
- Maldives
- Micronésie
- Monaco
- Nauru
- Palaos
- Saint-Christophe-et-Niévès
- Sainte-Lucie
- Saint-Vincent-et-les-Grenadines
- Samoa
- Sao Tomé-et-Principe
- Saint-Marin
- Seychelles
- Îles Salomon
- Somalie
- Soudan du Sud
- Tonga
- Tuvalu
- Vanuatu

### Pays et territoires dont la souveraineté est contestée
- Abkhazie[59]
- Kosovo[60]
- Chypre du Nord[61]
- République arabe sahraouie démocratique[62]
- Somaliland[63]
- Ossétie du Sud-Alanie[64]
- Transnistrie[65]

### Autres
- Vatican (État souverain reconnu, mais non membre de l'ONU)